# Sébastien Le Prestre de Vauban
« Vauban » redirige ici. Pour les autres significations, voir Vauban (homonymie) et Le Prestre.
 (avril 2023).
Si vous disposez d'ouvrages ou d'articles de référence ou si vous connaissez des sites web de qualité traitant du thème abordé ici, merci de compléter l'article en donnant les références utiles à sa vérifiabilité et en les liant à la section « Notes et références ».
 (janvier 2023).
Sébastien Le Prestre de Vauban, marquis de Vauban, dit Vauban, né le 1er mai 1633 à Saint-Léger-de-Foucheret et mort le 30 mars 1707 à Paris, est un ingénieur, architecte militaire, urbaniste, hydraulicien et essayiste français. Il est nommé maréchal de France par Louis XIV.
Vauban préfigure les philosophes du siècle des Lumières. D'après Fontenelle, dans l'éloge funèbre prononcé devant l'Académie, Vauban a une vision scientifique et mathématique de la réalité et en fait un large usage dans ses activités.
Expert en poliorcétique, il donne au royaume une « ceinture de fer » pour faire de la France un pré carré — selon son expression — protégé par une ceinture de citadelles. Il conçoit ou améliore une centaine de places fortes. L'ingénieur n'a pas l'ambition de construire des forteresses inexpugnables : la stratégie consiste plutôt à gagner du temps en obligeant l'assaillant à mobiliser des effectifs dix fois supérieurs à ceux de l'assiégé. Il dote la France d'un glacis qui la rend inviolée durant tout le règne de Louis XIV — à l'exception de la citadelle de Lille prise une fois — jusqu'à la fin du XVIIIe siècle, période où les forteresses sont rendues obsolètes par les progrès de l'artillerie.
La fin de sa vie est marquée par l'affaire de La Dîme royale. Dans cet essai, distribué sous le manteau malgré l'interdiction qui le frappe, Vauban propose un audacieux programme de réforme fiscale pour tenter de résoudre les injustices sociales et les difficultés économiques des « années de misère » de la fin du règne du Roi Soleil : la grande famine de 1693-1694 fait 1,3 million de morts, soit un vingtième de la population française.
Douze ouvrages de Vauban, regroupés au sein du réseau des sites majeurs de Vauban, sont classés au patrimoine mondial de l'UNESCO le 7 juillet 2008,.
Le musée des Plans-reliefs aux Invalides à Paris et le musée des Beaux-Arts de Lille accueillent l'essentiel des maquettes et des plans-reliefs des places ou des ouvrages construits ou remaniés par Vauban.

## Biographie

### Enfance

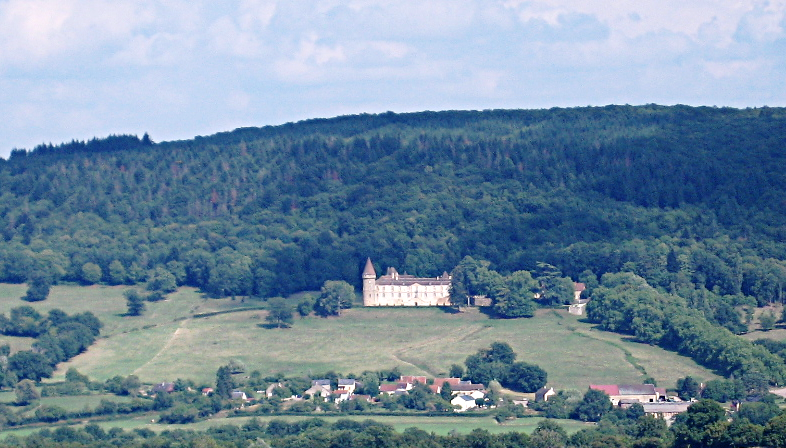
Bazoches.

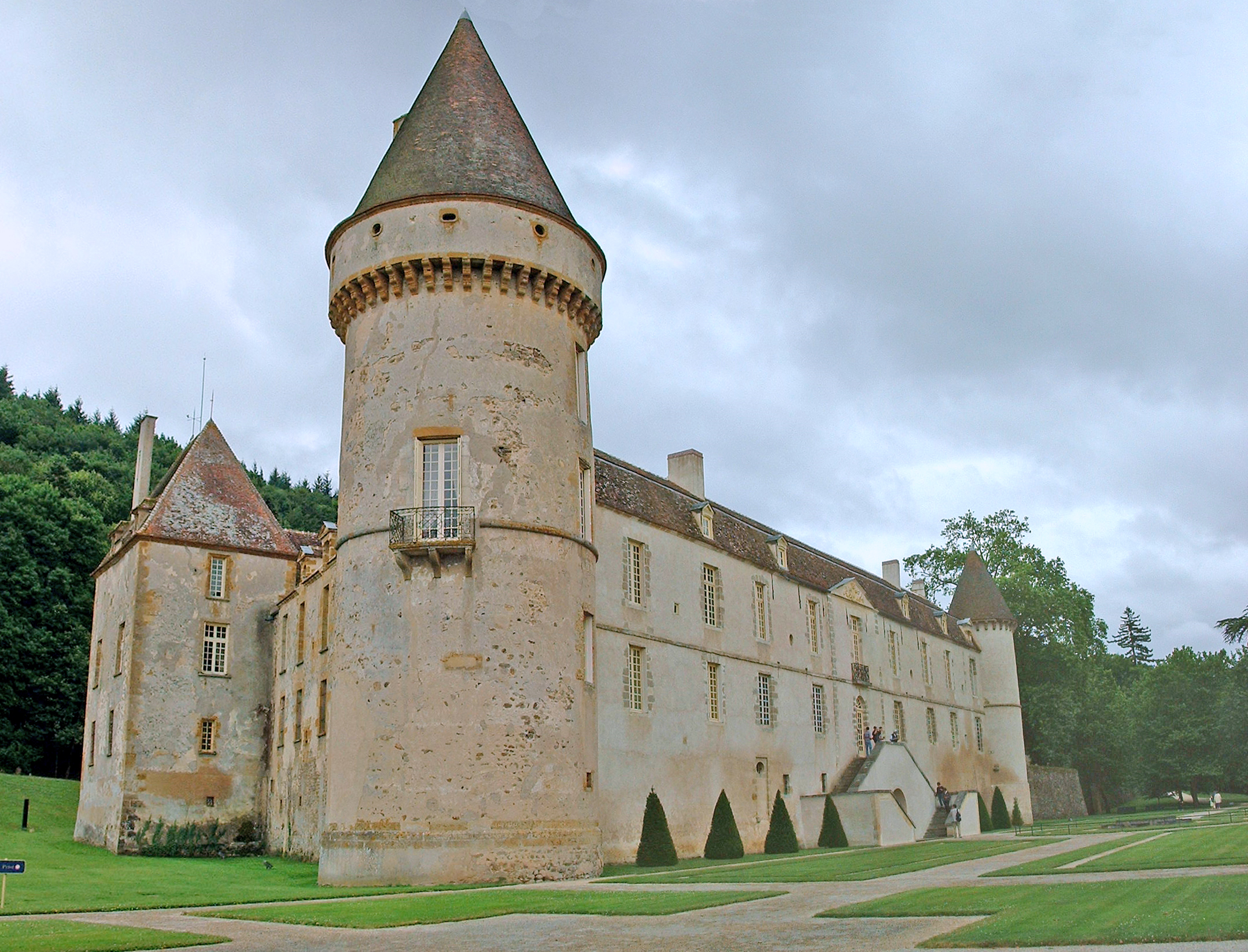
Le château de Bazoches.

Sébastien Le Prestre de Vauban, né le 1er mai, est baptisé le 15 mai 1633 dans l'église de Saint-Léger-de-Foucheret, dans le Morvan (un décret impérial transforma son nom en Saint-Léger-Vauban en 1867). Il est issu d'une famille de hobereaux nivernais récemment agrégés à la noblesse (quatrième génération pour l'ascendance paternelle) : les origines lointaines sont obscures et les « brûlements » et les pillages des guerres de Religion permettent, quand il faut répondre aux enquêtes de noblesse ordonnées par Colbert, de justifier l'absence de documents plus anciens.
Les Le Prestre sont probablement d'anciens marchands : ils s'installent dans la commune de Saint-Saulge, puis à Bazoches d'où ils dirigent un flottage de bois vers Paris par la Cure, l'Yonne et la Seine.
Emery Le Prestre, l'arrière-grand-père paternel de Vauban, acquiert, en 1555, le bailliage de Bazoches, situé à une lieue du château de Bazoches, château que Vauban rachètera… D'Hozier, examinant en 1705 les preuves de noblesse de Vauban, dit : « Quelle qualité que celle d’un bailli de village pour le père d'un chevalier du Saint-Esprit ? Et quelles alliances pour des tantes du maréchal que Millereau et Lambert ?… ».
On ignore où est située sa maison et en quoi consiste son aménagement intérieur… « Vauban, écrit Saint-Simon, toujours cruel (et qui pourtant lui reconnaît bien des qualités), petit gentilhomme de campagne tout au plus […]. Rien de si court, de si nouveau, de si plat, de si mince. »
Son père âgé de trente ans à sa naissance, Albin ou Urbain Le Prestre, suivant les généalogistes, qualifié d'« écuyer » sur le registre de baptême de son fils, appartient à une lignée noble depuis trois générations, mais cousinait par sa mère, Françoise de La Perrière (fille de Gabriel de la Perrière, seigneur de Billy et de Dumphlun), avec des maisons d'ancienne chevalerie, les Montmorillon et les Chastellux. C'est un homme discret, peu causant, dont la passion principale semble être la greffe des arbres fruitiers (il a laissé à la postérité les pommes et les poires Vauban)…
Quant à la mère de Vauban, « damoiselle Edmée de Carmignolles (ou Cormignolles), fille de Jehan Carmignolles, escuyer », âgée de vingt-deux ans à sa naissance, elle sort d'une famille de marchands et de paysans enrichis, des « principaux du village », comme le mentionnent les documents[réf. nécessaire]. C'est elle qui apporte en dot une demeure paysanne à Saint-Léger-de-Foucherets.
Les périodes de l'enfance et de l'adolescence de Vauban sont très peu documentées. Il est probablement élevé avec une éducation sévère. Très tôt, il apprend à monter à cheval pour devenir un parfait cavalier. Il vit son enfance dans une ambiance de guerre (c'est en 1635 que la France entre dans la guerre de Trente Ans), avec les violences et les maladies (les troupes provoquent dans leur sillage des épidémies de peste) : en 1636, on compte plus de cent villages détruits dans la vallée de la Saône.
On suppose qu'entre 1643 et 1650, Sébastien Le Prestre aurait fréquenté le collège de Semur-en-Auxois, tenu par les carmes. Il y fait ses « humanités » : il y apprend le latin, la grammaire, les auteurs antiques, notamment Cicéron et Virgile. Il dit de lui dans son Abrégé des services du maréchal de Vauban, qu'il a reçu, à l'orée de sa carrière, « une assez bonne teinture de mathématiques et de fortification, et ne dessinant d'ailleurs pas mal ». On devine une enfance plutôt pauvre, au contact des campagnards, « mal vêtus, été comme hiver, de toile à demi pourrie et déchirée, chaussés de sabots dans lesquels ils ont les pieds nus toute l'année » (Description de l’élection de Vézelay, 1696). C'est parmi eux qu'il mesure l'âpreté de la vie et ce sont eux sans doute qui lui transmettent le goût de la terre : toute sa vie, il s'applique, avec persévérance, à se constituer un domaine, lopin par lopin.

### Les «guerres intérieures» de la Fronde: Vauban condéen
Les troubles de la Fronde surviennent entre 1648 et 1653. Durant cette période, Vauban est présenté au prince de Condé par un oncle maternel qui est dans son état-major. Cette rencontre engage Vauban dans la rébellion. Au début de l'année 1651, probablement vers le mois d'avril, alors qu'il a 17 ans, il entre comme cadet dans le régiment d'infanterie du prince de Condé. Il se met à la suite du chef du parti frondeur en suivant l'exemple de nombreux parents et voisins. Ceux-ci suivent, par fidélité quasi féodale, les Condé, qui sont gouverneurs de Bourgogne depuis 1631.
En novembre 1652, alors que Vauban expérimente, sur le terrain, ses talents d'ingénieur militaire, il se trouve impliqué dans le siège de Sainte-Menehould prise le 14 novembre par le prince de Condé. Il se distingue au cours de cette bataille par sa bravoure. Dans son Abrégé des services faisant le récit de sa carrière, Vauban signale qu'il a été félicité par les officiers du prince pour avoir traversé l'Aisne à la nage sous le feu des ennemis. La place est finalement prise par les frondeurs. Et Vauban est promu maistre (sous-officier) dans le régiment de Condé cavalerie.
Au début de 1653, alors que le prince de Condé est passé au service de l'Espagne, le jeune Vauban, lors d'une patrouille, face aux armées royales « fit sa capitulation » mais avec les honneurs (il n'est pas démonté, on l'autorise à garder ses armes). Il est alors conduit au camp de Mazarin, qui le fait comparaître, l'interroge et se montre séduit par ce Morvandais râblé et trapu, vigoureux, plein de vie, à la vivacité d'esprit et la répartie remarquables. Le cardinal-ministre n'a, semble-t-il, aucune peine à le « convertir ». Vauban change de camp. C'est là un décisif déplacement de fidélité : il passe de la clientèle de Monsieur le Prince à celle de Mazarin, c'est-à-dire à celle du roi.

### Au service du roi
Il est volontaire auprès de Louis Nicolas de Clerville, ingénieur et professeur de mathématiques, chargé du siège de Sainte-Menehould, ville où Vauban s'était distingué auparavant dans l'armée rebelle. La ville capitule le 25 novembre 1653, et Vauban, chargé de réparer cette place forte, est nommé lieutenant au régiment d’infanterie de Bourgogne, bientôt surnommé le « régiment des repentis », car il recueille beaucoup d'anciens frondeurs de la province.
Placé sous la tutelle du chevalier de Clerville (Colbert créa pour lui la charge de Commissaire général des fortifications), il sert en Champagne et participe à de nombreux sièges : notamment Stenay (siège dirigé par le marquis Abraham de Fabert d'Esternay), une place forte lorraine que le prince de Condé a obtenue, en 1648, en contrepartie de l'aide qu'il a apportée à l'État royal, « pour en jouir souverainement comme en jouissait Sa Majesté elle-même ». Pour le jeune roi, qui vient d'être sacré à Reims, le 14 juin, prendre Stenay, c'est achever la Fronde par la prise de cette ville au centre du territoire contrôlé par le prince de Condé. Le siège dure trente-deux jours et Vauban est assez sérieusement blessé au neuvième jour du siège. Rétabli, il est chargé de marquer l'emplacement où le mineur placera sa mine et il est à nouveau blessé, cette fois-ci par un coup de pierre alors que « les assiégés allumaient un grand feu au pied du bastion de la gauche, devant le trou du mineur, qui l'en chassa sans retour ». La ville est prise en présence de Louis XIV, le 6 août.
Au lendemain de ce siège, il est promu capitaine (ce qui lui vaut une solde de 50 livres, que lui verse chaque mois le trésorier des fortifications au titre de sa fonction d'« ingénieur ordinaire »), puis il participe au secours d'Arras (août 1654), au siège de Clermont-en-Argonne (novembre 1654), à la prise de Landrecies (juin-juillet 1655) — il est fait alors « Ingénieur ordinaire » du roi par brevet du 3 mai 1655, alors qu'il a vingt-deux ans. L'année suivante, en 1656, il participe au siège de Valenciennes (juin-juillet), qui voit l’affrontement des troupes de Turenne (pour le roi) et de Condé (pour les Espagnols). Vauban, blessé au début du siège, porte un jugement sévère sur cette opération (la ville est obligée de se rendre, faute de vivres), dans son Mémoire pour servir d’instruction à la conduite des sièges. C'est, pour lui, une des opérations les plus mal dirigées (par Monsieur de la Ferté) auxquelles il ait participé :

« Il n’est pas concevable combien les Français y firent de fautes ; jamais les lignes ne furent plus mal faites et plus mal ordonnées, et jamais ouvrage plus mal imaginé que la digue à laquelle on travailla prodigieusement pendant tout le siège, et qui n'était pas encore achevée lorsqu'on fut obligé de le lever. »

Puis, en juin-juillet 1657, c'est le siège de Montmédy, en présence du roi, où Vauban est de nouveau blessé : ce fut un siège long — quarante-six jours de tranchée ouverte — particulièrement coûteux en vies humaines.
Vauban évoqua ce siège dans son Traité de l'attaque des places de 1704 :

« Il n'y avait que 700 hommes de garnison qui furent assiégés par une armée de 10 000 hommes, que de quatre (ingénieurs) que nous étions au commencement du siège, destinés à la conduite des travaux, je me trouvais le seul cinq à six jours après l'ouverture de la tranchée, qui en dura quarante-six ; pendant lesquels nous eûmes plus de 300 hommes de tués et 1 800 blessés, de compte fait à l'hôpital, sans y comprendre plus de 200 qui n'y furent pas ; car dans ces temps là, les hôpitaux étant fort mal administrés, il n'y allait que ceux qui ne pouvaient faire autrement, et pas un de ceux qui n'étaient que légèrement blessés ; il faut avouer que c'était acheter les places bien cher… »

Il critique la manière dont ce siège sanglant a été mené : « elle (la citadelle) pouvait être (emportée) en quinze jours si elle eût été bien attaquée. » Désormais, il fait tout pour épargner les hommes : « Il ne faut tenir pour maxime de ne jamais exposer son monde mal à propos et sans grande raison. »
Il est à Mardyck en septembre 1657, à Gravelines dans l'été 1658, puis à Audenarde, où il est fait prisonnier, libéré sur parole, puis échangé. Il est enfin à Ypres, en octobre, sous les ordres de Turenne. La ville est rapidement enlevée, ce qui lui vaut un nouvel entretien avec Mazarin, qu'il rapporte : « Il le gracieusa fort et, quoique naturellement peu libéral, lui donna une honnête gratification et le flatta de l'espoir d'une lieutenance aux gardes ». En fait, cette promotion se fera attendre (comme bien d’autres promotions…) : contrairement aux promesses de Mazarin, il n'est nommé lieutenant aux gardes que dix ans plus tard, en 1668. À vingt-cinq ans, il a le corps couturé de blessures, mais sa bravoure et sa compétence sont reconnues, notamment par Mazarin.

### Scènes de la vie familiale
Après la paix des Pyrénées le 8 novembre 1659 — il a 27 ans —, un congé d'un an lui permet de rentrer au pays pour épouser le 25 mars 1660, une parente, demi-sœur de cousins germains, Jeanne d'Osnay ou d'Aunay, fille de Claude d'Osnay, baron d'Epiry. Elle a 20 ans et est orpheline de mère. Le jeune couple s'installe dans le château d'Epiry. À peine marié depuis deux mois, Vauban est rappelé par le service du roi pour procéder au démantèlement de la place forte de Nancy rendue au duc de Lorraine. En fait, par la suite il ne revoit plus sa femme, que le temps de brefs séjours (en tout, pas plus de trois ans et demi soit 32 mois sur 449) et, lorsque Jeanne en juin 1661 met au monde une petite fille, Charlotte, son mari est à Nancy.
Mais ces rares séjours dans ses terres morvandelles, il y tient par-dessus tout, comme il l'explique au printemps 1680 :

« Le roi ne pouvait me faire un plus grand plaisir que de me permettre d'aller deux mois chez moi, même si la saison est peu propice à séjourner dans un si mauvais pays que le mien, j'aimerai beaucoup mieux y estre au cœur des plus cruels hivers que de ne point y aller du tout. »

Un de ses plus longs séjours à Bazoches a lieu en 1690 : le roi l'autorise à y rester presque toute l'année pour soigner une fièvre et une toux opiniâtres. Mais même à Bazoches, il ne cesse de travailler : tout au long de l'année 1690, Louvois lui adressa de multiples mémoires.
Sa femme lui donne deux filles survivantes (la progéniture mâle a prématurément disparu, ce qui est un drame intime pour Vauban) :
- Charlotte, née en juin 1661, épouse le 26 mars 1680, en l'église d'Epiry, en Morvan, Jacques-Louis de Mesgrigny, neveu de Jean de Mesgrigny, grand ami de Vauban, compagnon de siège, ingénieur, lieutenant général et gouverneur de la citadelle de Tournai. Leur fils Jean-Charles de Mesgrigny, comte d'Aunay (1680–1763), reçoit les papiers de Vauban en héritage (dont les manuscrits des Oisivetés[14], désormais dans la famille de Louis Le Peletier de Rosambo, président à mortier au parlement de Paris et héritier de Charlotte de Mesgrigny. Les manuscrits sont aujourd'hui conservés dans le château familial de Rosanbo dans les Côtes-d'Armor et microfilmés aux Archives nationales. Le couple a 11 enfants, mais un seul, Jean-Charles, eut une descendance avec deux filles et un garçon.
- Jeanne-Françoise, la cadette, se marie le 8 janvier 1691 en l'église Saint-Roch de Paris, avec Louis II Bernin, marquis de Valentinay, seigneur d'Ussé et de Rivarennes, apparenté au contrôleur général des finances Claude Le Peletier, à deux intendants des finances, à des membres de la cour des comptes et à des trésoriers généraux des finances. Cette alliance rapproche Vauban du monde des officiers de la finance et des parlementaires. Vauban séjourne souvent à Paris dans le faubourg Saint-Honoré, chez sa fille, tout en ne cessant de demander au roi une maison parisienne. Elle meurt bizarrement à 35 ans au château de Bazoches et son fils unique Louis Sébastien Bernin de Valentinay meurt en 1772 sans enfant.

D'autres unions, de sa part, et passagères, engendreront une demi-douzaine d'enfants naturels, parsemés le long de ses voyages dans les provinces du Royaume (sur ce sujet, il laisse un testament émouvant dans lequel il prévoit de laisser des sommes d'argent aux femmes qui disent avoir eu un enfant de lui). Il lègue la coquette somme de 14 000 livres à cinq jeunes femmes avec enfants. Grand voyageur, il fait des journées de 30 à 35 kilomètres chacune, avec un record de 250 jours en 1681, grande année d'inspection durant laquelle il parcourt 7 500 kilomètres, à cheval ou dans sa basterne, une chaise de poste qui serait de son invention et suffisamment grande pour pouvoir y travailler avec son secrétaire.

### Ingénieur royal: le preneur de villes

#### «Ingénieur militaire responsable des fortifications»
Ses talents sont reconnus et le 3 mai 1655, à l'âge de 22 ans, il devient « ingénieur militaire responsable des fortifications ». En 1656, il reçoit une compagnie dans le régiment du maréchal de La Ferté. De 1653 à 1659, il participe à 14 sièges et est blessé plusieurs fois. Il perfectionne la défense des villes et dirige lui-même de nombreux sièges. En 1667, Vauban assiège les villes de Tournai, de Douai et de Lille, prises en seulement neuf jours. Le roi lui confie l'édification de la citadelle de Lille qu'il appelle lui-même la « Reine des citadelles ». C'est à partir de Lille qu'il supervise l'édification des nombreuses citadelles et canaux du Nord, lesquels ont structuré la frontière qui sépare toujours la France de la Belgique. Il dirige aussi le siège de Maastricht en 1673. Enfin, il succède le 4 janvier 1678 à Clerville au poste de commissaire général des fortifications.

#### 1673: le siège de Maastricht
Maastricht est une place stratégique, au confluent du fleuve Meuse et de son affluent la Geer, protégée par d'importantes fortifications et d'énormes travaux extérieurs l'enserrant dans une quadruple ceinture de pierre. L'effectif des assiégeants est de 26 000 fantassins et 19 000 cavaliers. L'artillerie dispose de 58 pièces de canon, un chiffre énorme pour l'époque, et les magasins renferment pour dix semaines de vivres et de munitions. Jamais un aussi grand appareil de forces n'a été déployé en vue d'un siège. Et pour la première fois, la direction des travaux est soustraite aux généraux et confiée à un ingénieur : Vauban a sous ses ordres le corps du génie tout entier et il est responsable de la conduite des travaux du siège. Appuyé sur le corps du génie, il inaugure un nouveau mode d'approche des prises de places. Jusqu'alors, les travaux d'approche consistent en une tranchée unique fort étroite, derrière laquelle s'abritent les travailleurs, mais qui ne donne pas aux troupes un espace suffisant, et provoque de terribles boucheries. « Du temps passé, écrit dans ses Mémoires le comte Pierre Quarré de Chateau-Regnault d’Aligny, alors officier aux mousquetaires, c'était une boucherie que les tranchées ; c'est ainsi qu'on en parlait. Maintenant, Vauban les fait d'une manière qu'on y est en sûreté comme si l'on était chez soi ». Vauban rationalisa le procédé d'attaque mis au point par les Turcs lors du long siège de Candie qui s'acheva en 1669.

##### Les douze phases du siège
L'ensemble du siège, union de tactiques traditionnelles et nouvelles, se décompose en douze phases :
- Phase 1 : Investissement de la place.

Il faut agir rapidement et par surprise. L'armée de siège coupe la place en occupant toutes les routes d'accès et en la ceinturant rapidement de deux lignes de retranchement parallèles (un vieux procédé, utilisé par les Romains).
- Phase 2 : Construction de deux lignes de retranchement autour de la place investie :
  - une ligne de circonvallation, tournée vers l'extérieur et qui interdit toute arrivée de secours ou de vivres et de munitions venant de l'extérieur ;
  - une ligne de contrevallation est construite, tournée vers la place, elle prévient toute sortie des assiégés. Elle est située environ à 600 mètres, c'est-à-dire au-delà de la limite de portée des canons de la place assiégée.
  - L'armée de siège établit ses campements entre ces deux retranchements.
- Phase 3 : Phase de reconnaissance.

Intervention des ingénieurs assiégeants qui effectuent des reconnaissances pour choisir le secteur d'attaque qui est toujours un front formé de deux bastions voisins avec leurs ouvrages extérieurs (demi-lune, chemin couvert et glacis).
Il faut souligner le rôle des ingénieurs dans cette phase et l'importance des études de balistique, de géométrie, de mathématiques. On oublie parfois que les premiers travaux de l'Académie des sciences, fondée par Colbert en 1665, sont consacrés à des études qui ont des relations directes avec les nécessités techniques imposées par la guerre.
Colbert suscite, en 1675, des recherches sur l'artillerie et la balistique afin de résoudre la question de la portée et de l'angle des tirs d'après les travaux de Torricelli qui prolongent ceux de Galilée. L'ensemble aboutit à la rédaction du livre de François Blondel, L'art de jeter les bombes, publié en 1683. Depuis 1673, l'auteur donne des cours d'art militaire au Grand Dauphin.
- Phase 4 : Travaux d'approche (des nouveautés introduites par Vauban). Effectués à partir de la contrevallation, ils présentent deux tranchées (et non plus une seule) creusées en zigzag (ce cheminement brisé évitant les tirs d'enfilade des assiégés) qui s'avancent progressivement vers les deux saillants des bastions en suivant des lignes qui correspondent à des zones de feux moins denses de la part des assiégés. Vauban s'inspire des tranchées en zigzag utilisées sept ans plus tôt durant le siège de Candie par l'ingénieur italien Andrea Barozzi, un descendant de son homonyme vénitien passé au service des Ottomans. Il les multiplie et les rationalise[19].
- Phase 5 : Construction d'une première parallèle (ou place d'armes).

À 600 mètres de la place (limite de portée des canons), les deux boyaux sont reliés par une première parallèle (au front attaqué), appelée aussi « place d'armes », qui se développe ensuite très longuement, à gauche et à droite, jusqu'à être en vue des faces externes des deux bastions attaqués et de leurs demi-lunes voisines.
Cette première parallèle est une autre innovation de Vauban. Pelisson écrit que « Vauban lui a avoué qu'il avait imité des Turcs dans leurs travaux devant Candie » (Lettres historiques, III, p. 270).
La parallèle a plusieurs fonctions :
* relier les boyaux entre eux, ce qui permet de se prêter renfort en cas de sortie des assiégés sur l'un d'entre eux, et de masser à couvert des troupes et du matériel ;
* placer des batteries de canons qui commencent à tirer en enfilade sur les faces des bastions et des demi lunes choisies pour l'assaut.
Le système des parallèles, fortifiées provisoirement, a l'avantage de mettre l'assaillant à couvert pour l'approche des défenses.
Louis XIV, lui-même, en témoigne, dans ses Mémoires :

« La façon dont la tranchée était conduite, empêchait les assiégés de rien tenter ; car on allait vers la place quasi en bataille, avec de grandes lignes parallèles qui étaient larges et spacieuses ; de sorte que, par le moyen des banquettes qu'il y avait, on pouvait aller aux ennemis avec un fort grand front. Le gouverneur et les officiers qui étaient dedans n'avaient encore jamais rien vu de semblable, quoique Fargeaux [le gouverneur de Maastricht] se fût trouvé en cinq ou six places assiégées, mais où l'on n'avait été que par des boyaux si étroits qu'il n'était pas possible de tenir dedans, à la moindre sortie. Les ennemis, étonnés de nous voir aller à eux avec tant de troupes et une telle disposition, prirent le parti de ne rien tenter tant que nous avancerions avec tant de précautions. »

- Phase 6 : La progression des deux tranchées. Elle reprend, jusqu'à 350 mètres de la place, distance où l'on établit une deuxième parallèle tout à fait comparable à la première et jouant le même rôle.
- Phases 7, 8, 9 : Progression à partir de la construction de trois tranchées : les deux précédentes, plus une nouvelle, suivant l'axe de la demi lune visée. Plus construction de tronçons de parallèles qui servent à faire avancer au plus près des canons.
- Phase 10 : Tirs à bout portant sur les escarpes (parois des fossés) et les bastions pour les faire s'effondrer et pratiquer la brèche qui permettra l'assaut.
- Phase 11 : Ouverture de la brèche par mine. Il s'agit là d'un travail de sape, long et dangereux pour les mineurs spécialisés dans ce type d'ouvrage.
- Phase 12 : Assaut.

Montée à pied sur l'éboulement de la brèche au sommet de laquelle on établit un « nid de pie » pour être sûr de bien tenir.
À ce stade, le gouverneur de la place assiégée estime souvent que la partie est perdue, et il fait « battre la chamade » : offre de négociation en vue d'une reddition honorable.

#### Qu'est-ce qu'un «siège à la Vauban»?
C'est une méthode raisonnée dans laquelle l'ingénieur mathématicien coordonne tous les corps de troupe. Ce qui n'évite pas de nombreux morts (D'Artagnan notamment). Parmi les ingénieurs, beaucoup sont tombés sous les yeux de Vauban : « Je crois, écrivait-il à Louvois au début du siège, que Monseigneur sait bien que le pauvre Regnault a été tué roide, dont je suis dans une extrême affliction. Bonnefoi a été aussi blessé ce soir au bras. J'ai laissé tous les autres en bon état ; je prie Dieu qu'il les conserve, car c'est bien le plus joli troupeau qu'il est possible d'imaginer. »
À Maastricht, Vauban innove de plusieurs manières :
- il procède selon un système de larges tranchées parallèles et sinueuses pour éviter le tir des assiégés et permettre une progression méthodique et efficace des troupes, la moins dangereuse pour elles ;
- il ouvre la brèche au canon ;
- il perfectionne le tir d'enfilade ;
- il multiplie les tranchées de diversion ;
- surtout, il élargit les tranchées par endroits, en particulier aux angles et aux détours, pour former des « places d'armes » et des redoutes d'où les assiégeants peuvent se regrouper, de cinquante à cent soldats, à l'abri des feux des canons et des mousquets. Il peut réduire la place avec une rapidité qui étonne (« Treize jours de tranchée ouverte »), diminuant les pertes humaines : « la conservation de cent de ses sujets écrit-il à Louvois en 1676, lors du siège de Cambrai en 1677, lui doit être plus considérable que la perte de mille de ses ennemis ».

Dans son traité de 1704, Traité des sièges et de l’attaque de places, Vauban décrit sa propre fonction en expliquant le rôle joué par le « directeur des attaques » :
« Tout siège de quelque considération demande un homme d'expérience, de tête et de caractère, qui ait la principale disposition des attaques sous l'autorité du général ; que cet homme dirige la tranchée et tout ce qui en dépend, place les batteries de toutes espèces et montre aux officiers d'artillerie ce qu'ils ont à faire ; à qui ceux-ci doivent obéir ponctuellement sans y ajouter ni diminuer. Pour ces mêmes raisons, ce directeur des attaques doit commander aux ingénieurs, mineurs, sapeurs, et à tout ce qui a rapport aux attaques, dont il est comptable au général seul. »
Vauban relate le siège en détail avec des remarques critiques : « ce siège fut fort sanglant à cause des incongruités qui arrivèrent par la faute de gens qu'il ne veut pas nommer ». Et il termine par : « Je ne sais si on doit appeler ostentation, vanité ou paresse, la facilité que nous avons de nous montrer mal à propos, et de nous mettre à découvert sans nécessité hors de la tranchée, mais je sais bien que cette négligence, ou cette vanité (comme on voudra l'appeler) a coûté plus de cent hommes pendant le siège, qui se sont fait tuer ou blesser mal à propos et sans aucune raison, ceci est un péché originel dont les Français ne se corrigeront jamais si Dieu qui est tout puissant n'en réforme toute l'espèce. »

#### La gloire du roi guerrier
Vauban reçoit 80 000 livres, ce qui lui permet de racheter le château de Bazoches en février 1675.
Mais à Versailles, sur les peintures de la galerie des Glaces, Charles Le Brun fait du roi le seul bénéficiaire de cette victoire (« Maastricht, prise en treize jours ») dont Vauban, jamais représenté, n'est qu'un docile et invisible exécutant. Au début du mois de juillet 1673, Louis XIV écrit à Colbert : maître d'œuvre de ce fameux siège, vantant sa prudence à « régler seul les attaques », son courage « à les appuyer et les soutenir », sa vigueur « dans les veilles et les fatigues », sa capacité « dans les ordres et dans les travaux ».
Le 10 août, Vauban fait faire au prince de Condé, de passage dans la ville prise, le tour complet, « par le dehors et par le dedans ». Condé trouve les projets de Vauban très séduisants : « Le poste me paraît le plus beau du monde et le plus considérable, et plus je l'ai examiné plus je trouve qu'il est de la dernière importance de le fortifier. M. de Vauban a fait deux dessins, le grand dessin est la plus belle chose du monde. »

## Commissaire général des fortifications: le bâtisseur
Il continue de diriger les sièges : la guerre de la Ligue d'Augsbourg, les sièges de Philippsbourg en 1688, de Mons en 1691 et de Namur en 1692. En 1694, il organise avec succès la défense contre un débarquement anglais sur les côtes de Bretagne à Camaret.
La victoire de Maastricht pousse le roi à lui offrir une forte dotation lui permettant d'acheter le château de Bazoches en 1675. Vauban est nommé « commissaire des fortifications » en 1678, lieutenant général en 1688, puis maréchal de France en 1703. Il devient si fameux que l'on dit même : Une ville construite par Vauban est une ville sauvée, une ville attaquée par Vauban est une ville perdue.
Dans une lettre de Vauban à Louvois (concernant le paiement des entrepreneurs), d'autant plus célèbre qu'elle est apocryphe. Son original est introuvable. Elle serait datée de 1673, 1683 ou 1685. Elle serait archivée aux Archives Nationales de Paris, aux Archives de la Guerre, mais ces institutions n'en ont pas connaissance. Il existe bien une lettre de Vauban à Louvois du 20 janvier 1673, mais elle traite d'un autre sujet.

## La frontière de fer

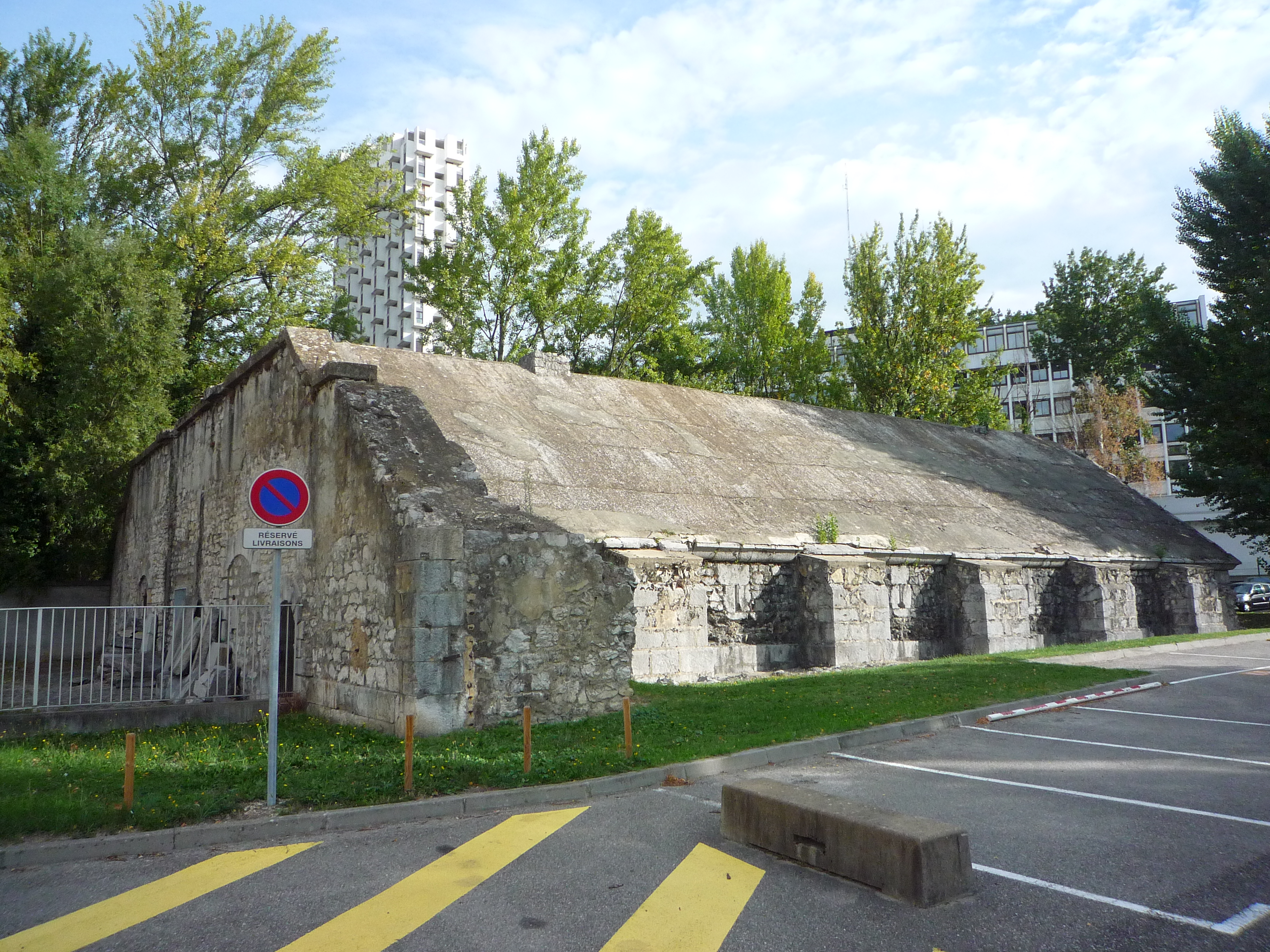
La poudrière de Vauban, à Grenoble.

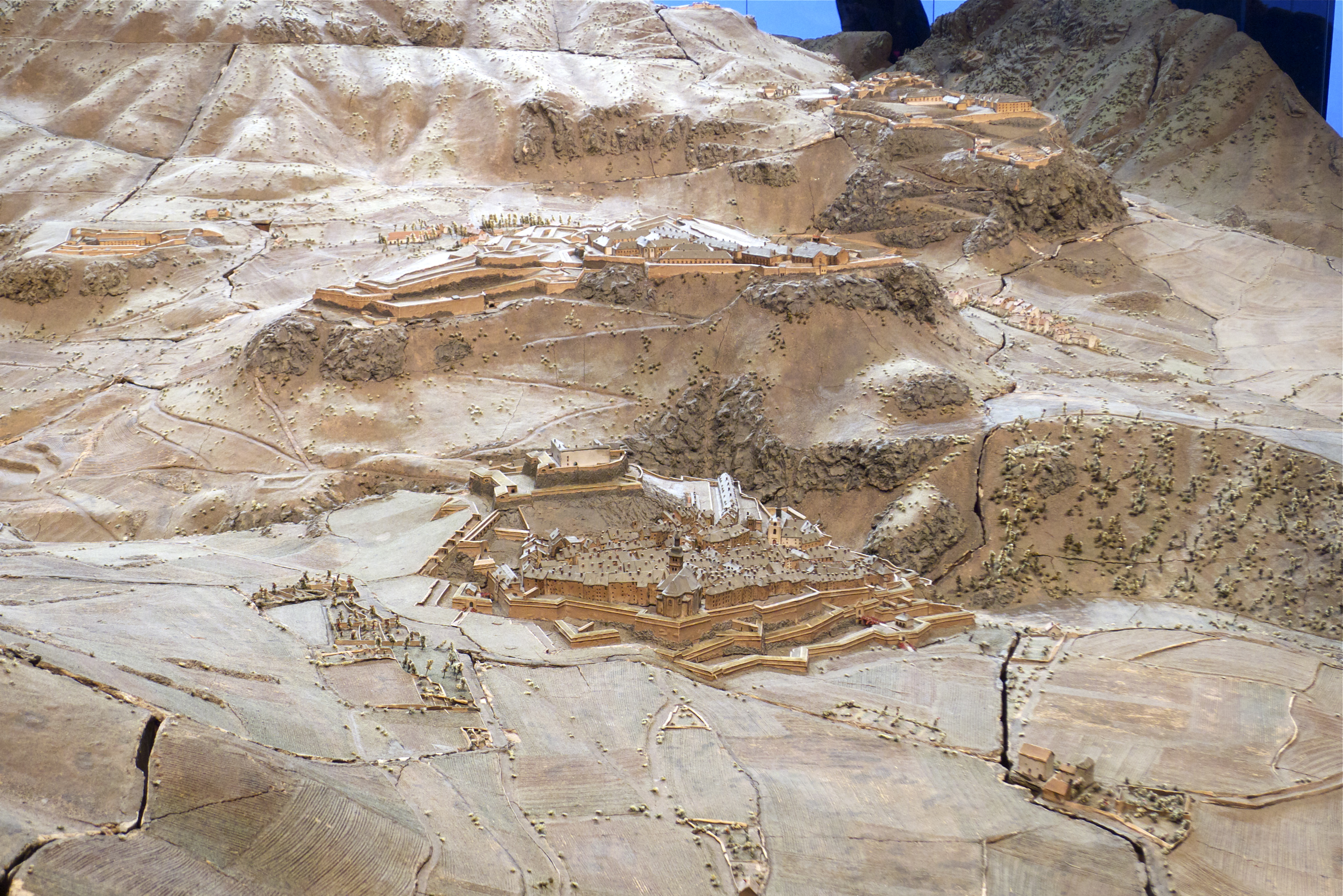
Fortifications de Briançon en 1736. Plan-relief construit de 1733 à 1736 sous la direction de Colliquet et Nicolas de Nézot (1699–1768), conservé au musée des Plans-reliefs à Paris.

Le nom de Vauban reste attaché à la construction d'une « frontière de fer » qui a durablement protégé le Royaume contre les attaques ennemies.
Afin de construire une frontière plus linéaire et cohérente, Vauban voulut avant tout rationaliser le système de défense déjà mis en place avant lui, en particulier dans le Nord, car il fallait répondre à la principale préoccupation stratégique du roi : protéger Paris (souvenir de l'année 1636, celle de Corbie, qui avait vu les troupes espagnoles avancer jusqu'à Pontoise). Par un jeu savant d'abandon et de restitution de villes fortifiées, le traité de Nimègue, en 1678, permit de diminuer les enclaves coûteuses et d'assurer ainsi une plus grande régularité du tracé de la frontière.
Vauban a multiplié les lettres, les rapports, les mémoires adressés à Louvois ou au roi ; dans ces écrits, Vauban avait violemment dénoncé les méfaits de ce qu'il appelait l'« emmêlement de places ». En novembre 1678 par exemple, rédigeant un Mémoire des places frontières de Flandres qu'il faudroit fortifier pour la sûreté du pays et l'obéissance du Roi, il insistait sur la nécessité de « fermer les entrées de notre pays à l'ennemi », et de « faciliter les entrées dans le sien ». Aussi, pour le Nord du Royaume, proposait-il d'installer deux lignes de places fortes se soutenant mutuellement, « à l'imitation des ordres de bataille ».
La première ligne, la « ligne avancée », serait composée de treize grandes places et de deux forts, renforcée par des canaux et des redoutes, suivant un modèle déjà éprouvé dans les Provinces-Unies.
La seconde ligne, en retrait, comprendrait aussi treize places. Louvois lut le mémoire à Louis XIV qui souhaita aussitôt que la même politique défensive fût appliquée de la Meuse au Rhin. Cette année-là aussi, Vauban avait été nommé commissaire général des fortifications.
Si le Nord et l'Est furent l'objet d'un soin défensif particulier, l'ensemble des frontières du Royaume bénéficia de la diligence de l'ingénieur bâtisseur : partout, imitant la technique mise au point en Italie puis en Hollande et en Zélande par les Nassau, Vauban conçut le réseau défensif à partir du modelé du terrain et des lignes d'obstacles naturels (les fleuves, les montagnes, la morphologie du littoral), adaptant au site chaque construction ancienne ou nouvelle. Il accorda une particulière attention au cours des rivières, à leurs débits, à leurs crues. Dans tous les cas, après une longue observation sur le terrain, il rédigeait un long rapport afin de résumer les obstacles et les potentialités de chaque site :
En avril 1679, par exemple, il rédigea pour Louvois un mémoire sur les fortifications à établir en Cerdagne au contact de la frontière espagnole : Qualités des scituations qui ont été cy devant proposées pour bastir une place dans la plaine de Cerdagne. Examinant six emplacements possibles, il en élimina cinq, découvrant enfin « la scituation idéale […] justement à la teste de nos défilés comme si on l'y avoit mise exprès […] » ; les rochers, « les meulières et fontaines du col de la Perche » forment autant de remparts naturels : la situation choisie offre de nombreux avantages, et elle « épargne au moins les deux tiers de remuement de terre, et plus d'un tiers de la maçonnerie et en un mot la moitié de la dépense de la place. »
Dans la plupart des cas, comme dans cet exemple de la Cerdagne (il s'agissait du projet réalisé de la ville-citadelle de Mont-Louis), « parce qu'il est nécessaire d'assujettir le plan au terrain, et non pas le terrain au plan », il transforma les contraintes imposées par la nature en avantage défensif, dressant des forteresses sur des arêtes rocheuses, ou les bâtissant sur un plateau dégagé pour barrer un couloir en zone montagneuse. Une des réussites les plus éclatantes fut celle de Briançon, avec la conception des Fort des Têtes, Fort du Randouillet, Fort Dauphin. Les chemins étagés sur les flancs de la montagne furent transformés en autant d'enceintes fortifiées et imprenables. Soit en les créant, soit en les modifiant, Vauban travailla en tout à près de trois cents places fortes. Sa philosophie d'ingénieur-bâtisseur tient en une phrase : « l'art de fortifier ne consiste pas dans des règles et dans des systèmes, mais uniquement dans le bon sens et l'expérience ».
L'État des places fortes du Royaume, dressé par Vauban en novembre 1705, se présente comme le bilan de l'œuvre bâtie suivant ces principes : il compte « 119 places ou villes fortifiées, 34 citadelles, 58 forts ou châteaux, 57 réduits et 29 redoutes, y compris la Forteresse de Landau et quelques places qu'on se propose de rétablir et de fortifier. »
La liberté d'esprit de ce maréchal lui vaudra cependant les foudres du roi. Vauban meurt à Paris le 30 mars 1707 d'une inflammation des poumons. Il est enterré à l'église Saint-Hilaire de Bazoches (dans le Morvan) et son cœur, sur l'intervention de Napoléon Ier, est conservé à l'hôtel des Invalides de Paris, en face de Turenne, depuis 1808.

## Un acteur du Grand Siècle, un précurseur des Lumières

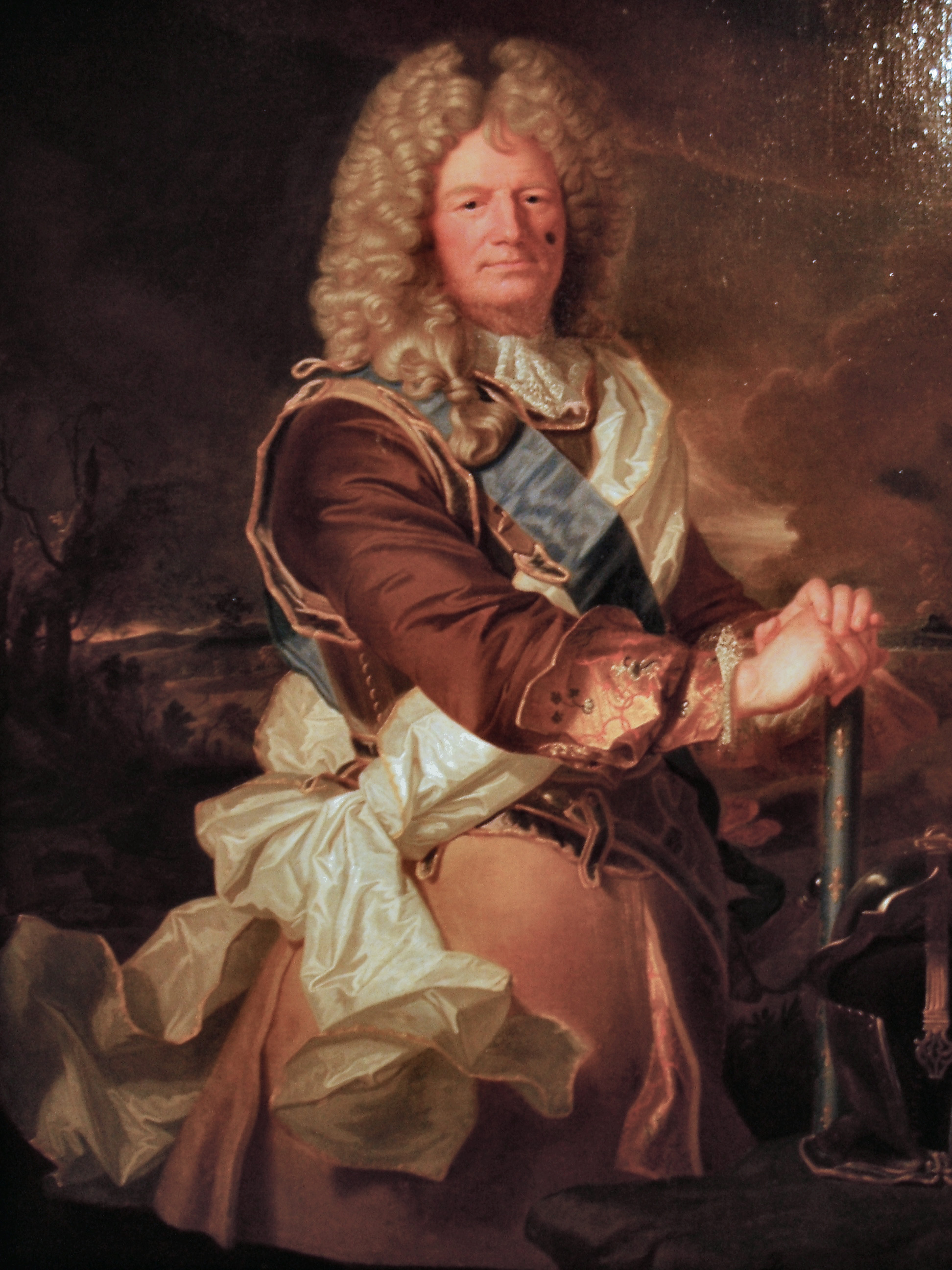
Hyacinthe Rigaud, Sébastien Le Prestre de Vauban.

Vauban est apprécié et jugé comme un homme lucide, franc et sans détour, refusant la représentation et le paraître, tels qu'ils se pratiquent à la cour de Louis XIV. Il privilégie le langage de la vérité :

« […] je préfère la vérité, quoi que mal polie, à une lâche complaisance qui ne serait bonne qu'à vous tromper, si vous en étiez capable, et à me déshonorer. Je suis sur les lieux ; je vois les choses avec appréciation, et c'est mon métier que de les connaître ; je sais mon devoir, aux règles duquel je m'attache inviolablement, mais encore plus que j'ai l'honneur d'être votre créature, que je vous dois tout ce que je suis, et que je n'espère que par vous […] Trouvez donc bon, s'il vous plaît, qu'avec le respect que je vous dois, je vous dise librement mes sentiments dans cette matière. Vous savez mieux que moi qu'il n'y a que les gens qui en usent de la sorte qui soient capables de servir un maître comme il faut. »

— Lettre à Louvois, le 23 novembre 1668.
Ses supérieurs, le ministre de la Guerre ou le roi, l'encouragent, dans un intérêt bien compris. Vauban est un « sésame aux multiples portes », comme l'écrit Michèle Virol, un lieu de mémoire de la nation France à lui tout seul, un homme à multiples visages : stratège (réputé preneur de villes, il a conduit plus de quarante sièges) (poliorcète), (il a construit ou réparé plus de cent places fortes), urbaniste, statisticien, économiste, agronome, penseur politique, mais aussi fantassin, artilleur, maçon, ingénieur des poudres et salpêtres, des mines et des ponts et chaussées, hydrographe, topographe, cartographe, réformateur de l'armée (substitution du fusil au mousquet, remplacement de la pique par la baïonnette à douille). En un mot, une sorte de Léonard de Vinci français du Grand Siècle… Il écrit en 1695, pendant son séjour à Brest (il s'agissait de repousser une attaque anglaise) un Mémoire concernant la caprerie, dans lequel il défend la guerre de course par rapport à la guerre d'escadre (débat depuis la bataille de la Hougue en 1692 qui a vu nombre de navires français détruits).
Ces métiers ont en commun que Vauban se fonde sur la pratique, et cherche à résoudre et à améliorer des situations concrètes au service des hommes : d'abord, ses soldats dont il veut protéger la vie dans la boue des tranchées ou dans la fureur sanglante des batailles. Mais il ne cesse de s'intéresser aux humbles, « accablés de taille, de gabelle, et encore plus de la famine qui a achevé de les épuiser » (1695).
C'est pour ces femmes et ces hommes, tenaillés par la misère et la faim, qu'il écrit le mémoire intitulé Cochonnerie, ou le calcul estimatif pour connaître jusqu'où peut aller la production d'une truie pendant dix années de temps. Dans ce texte singulier, d'abord titré Chronologie des cochons, traité économique et arithmétique, non daté, destiné à adoucir les rudesses de la vie quotidienne des sujets du roi, Vauban veut prouver, calculs statistiques à l'appui sur dix-sept pages, qu'une truie, âgée de deux ans, peut avoir une première portée de six cochons. Au terme de dix générations, compte tenu des maladies, des accidents et de la part du loup, le total est de six millions de descendants (dont 3 217 437 femelles) ! Et sur douze générations de cochons, il « y en aurait autant que l'Europe peut en nourrir, et si on continuait seulement à la pousser jusqu'à la seizième, il est certain qu'il y aurait de quoi en peupler toute la terre abondamment ». La conclusion de ce calcul vertigineux et providentiel est claire : si pauvre qu'il fût, il n'est pas un travailleur de terre « qui ne puisse élever un cochon de son cru par an », afin de manger à sa faim.
Dans ses Mémoires, Saint-Simon, toujours imbu de son rang, qualifie l'homme de « petit gentilhomme de Bourgogne, tout au plus », mais ajoute aussitôt, plein d'admiration pour le personnage, « mais peut-être le plus honnête homme et le plus vertueux de son siècle, et, avec la plus grande réputation du plus savant homme dans l'art des sièges et de la fortification, le plus simple, le plus vrai et le plus modeste… jamais homme plus doux, plus compatissant, plus obligeant… et le plus avare ménager de la vie des hommes, avec une valeur qui prenait tout sur soi, et donnait tout aux autres ». Par ailleurs, on est frappé par la multitude de ses compétences, de ses centres d'intérêt, de ses pensées, de ses actions :
- il est un précurseur des Encyclopédistes par sa façon d'aborder les problèmes concrets, ainsi le budget d'une famille paysanne, par exemple, ou sa Description géographique de l'élection de Vézelay de janvier 1696 dans laquelle il propose de lever un vingtième, sans exemption, et qui se différencie en un impôt sur le bien-fonds et sur le bétail, sur les revenus des arts et métiers, sur les maisons des villes et des bourgs ;
- il est aussi dans le grand mouvement de penseurs précurseurs des physiocrates (il lit Pierre Le Pesant de Boisguilbert ; à la même époque, écrivent Jean-François Melon, Richard Cantillon) par son intérêt pour l'agronomie et l'économie (il insiste sur la circulation de la monnaie et l'idée du circuit économique dont il est un des précurseurs). Il prône les valeurs qui seront défendues au XVIIIe siècle par François Quesnay, et il encourage les nobles à quitter la cour pour le service des armes, mais aussi la mise en valeur de leurs domaines dans un mémoire intitulé Idée d'une excellente noblesse et des moyens de la distinguer par les Générations ;
- il fut encore un précurseur de Montesquieu par sa conception d'un État chargé d'assumer la protection de tous et leur bien-être : il veut éradiquer la misère, la corruption, l'incompétence, le mépris du service public.

Dans tous les cas, Vauban apparaît comme un réformateur hardi dont les idées vont à l'encontre de celles de la majorité de ses contemporains. Son contact avec le Roi lui permet de soumettre directement ses idées, comme le Projet de Dîme royale, qui fut bien reçu. Louis XIV lui sait gré de cette franchise, cette liberté de parole et de jugement, et lui accorde une confiance absolue en matière de défense du royaume, comme en témoigne cette lettre dans laquelle il lui confie la défense de Brest, visé par les Anglais en 1694 :

« Je m'en remets à vous, de placer les troupes où vous le jugerez à propos, soit pour empêcher la descente, soit que les ennemis fassent le siège de la place. L'emploi que je vous donne est un des plus considérables par rapport au bien de mon service et de mon royaume, c'est pourquoi je ne doute point que vous ne voyiez avec plaisir que je vous y destine et ne m'y donniez des marques de votre zèle et de votre capacité comme vous m'en faites en toutes rencontres. »

Réputé auprès de ses contemporains pour sa maîtrise de l'art de la guerre et de la conduite de siège ainsi que pour ses talents d'ingénieur, Vauban ne se limite pas à ces domaines. C'est le même homme dont toute l'œuvre, de pierre et de papier, témoigne d'une même obsession : l'utilité publique, que ce soit par le façonnement du paysage et la défense du territoire avec la « ceinture de fer » enfermant la France dans ses « bornes naturelles, point au-delà du Rhin, des Alpes, des Pyrénées, des deux mers » (1706), la transformation de l'ordre social au moyen d'une réforme de l'impôt, quand bien même, en bravant tous les interdits, faudrait-il, pour se faire entendre, passer par la publication clandestine de la Dîme royale, en 1707… « Je ne crains ni le roi, ni vous, ni tout le genre humain ensemble », écrivait-il à François Michel Le Tellier de Louvois dans une lettre datée du 15 septembre 1671 (à propos d'une accusation lancée contre deux de ses ingénieurs). Et il ajoutait : « La fortune m'a fait naître le plus pauvre gentilhomme de France ; mais en récompense, elle m'a honoré d'un cœur sincère si exempt de toutes sortes de friponneries qu'il n'en peut même soutenir l'imagination sans horreur ».

## Activités militaires

### Apports à la poliorcétique

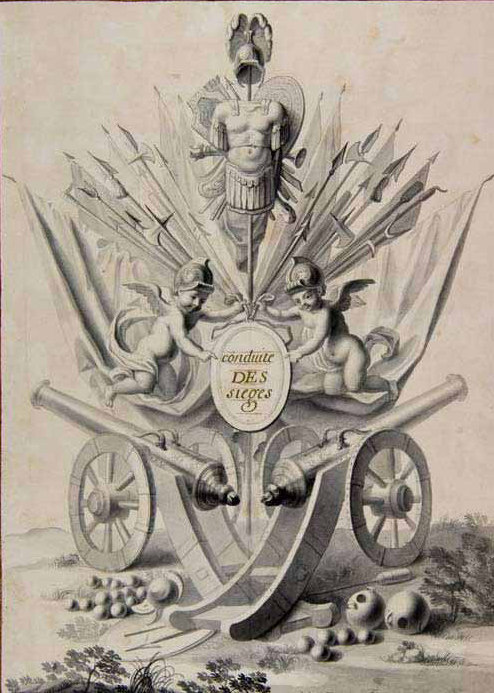
Frontispice de Conduite des sièges de Vauban, 1672.

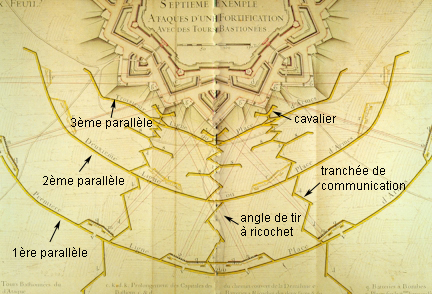
Codification des attaques des places fortes par Vauban. Trois tranchées parallèles reliées entre elles par des tranchées de communications en zigzags pour éviter les tirs en enfilade. Chaque tranchée est une place d'armes qui permet de rapprocher l'infanterie sur toute la largeur du front d’attaque ; la première est hors de portée de tir des défenseurs et permet de résister à un assaut à revers ; la troisième est au pied du glacis. L'artillerie est placée sur des cavaliers, relié au réseau par des tranchées plus courtes. Des redoutes protègent les extrémités de chaque tranchée.

Les progrès de l'artillerie révolutionnent la guerre de siège : depuis la Renaissance, l'augmentation d'épaisseur des murailles ne suffit plus pour résister à l'artillerie. Les tirs de mitraille rendant extrêmement périlleux les assauts frontaux, l'assaillant approche les fortifications par des réseaux de tranchées. Les ingénieurs italiens inventent les fortifications bastionnées et remparées : les murailles deviennent très basses, obliques et précédées d'un fossé.
Vauban, que son contemporain Alain Manesson Mallet juge « incomparable en l'Art de fortifier et d'attaquer les places », apporte trois innovations majeures décisives aux techniques d'attaque des places fortes :
- il codifie la technique d'approche en faisant creuser trois tranchées parallèles très fortifiées reliées entre elles par des tranchées de communications en ligne brisée pour éviter les tirs défensifs en enfilade (technique des parallèles inventée au siège de Maastricht en 1673)[29].

1. creusée hors de portée de canon à boulet sphérique métallique (portée utile de 600 m à l'époque mais cassant tout à 100 m[30]) et très fortifiée, la première tranchée sert de place d'armes et prévient une attaque à revers par une armée de secours ;
2. à portée de tir, la deuxième tranchée permet d'aligner l'artillerie que l'on positionne vers un point de faiblesse des fortifications ;
3. à proximité immédiate des fortifications, la troisième tranchée permet le creusement d'une mine ou l'assaut si l'artillerie a permis d'ouvrir une brèche dans la muraille. Le retranchement doit être suffisant pour interdire une sortie des défenseurs[27] ;

- l'éperon des forteresses bastionnées créant une zone où l'artillerie de l'assiégé ne peut tirer à bout portant, il est possible de disposer des levées de terre devant la tranchée immédiatement au contact des fortifications assiégées (très basses pour éviter les tirs d'artillerie). Ces surélévations qu'il appelle « cavaliers de tranchées » (conçus lors du siège de Luxembourg, en 1684), permettent aux assaillants de dominer les positions de tir des assiégés et de les refouler à la grenade vers le corps de place et de s'emparer du chemin couvert[31] ;
- en 1688 au siège de Philippsburg, il invente le « tir à ricochet » : en disposant les pièces de manière à prendre en enfilade la batterie adverse située sur le bastion attaqué et en employant de petites charges de poudre, un boulet peut avoir plusieurs impacts et en rebondissant balayer d'un seul coup toute une ligne de défense au sommet d'un rempart, canons et servants à la fois[31],[32].

Sa philosophie est de limiter les pertes en protégeant ses approches par la construction de tranchées, même si cela demande de nombreux travaux. Il est pour cela souvent raillé par les courtisans, mais il est soutenu par le roi. Il rédige, en 1704, un traité d'attaque des places pour le compte de Louis XIV qui souhaite faire l'éducation militaire de son petit-fils le duc de Bourgogne. Il invente le « portefeuille de casernement » (casernes modèles) destiné à remplacer le logement du soldat chez l'habitant.

### Le défenseur du «pré carré»

Une coupe des fortifications Vauban, suivant la ligne capitale passant par une demi-lune.

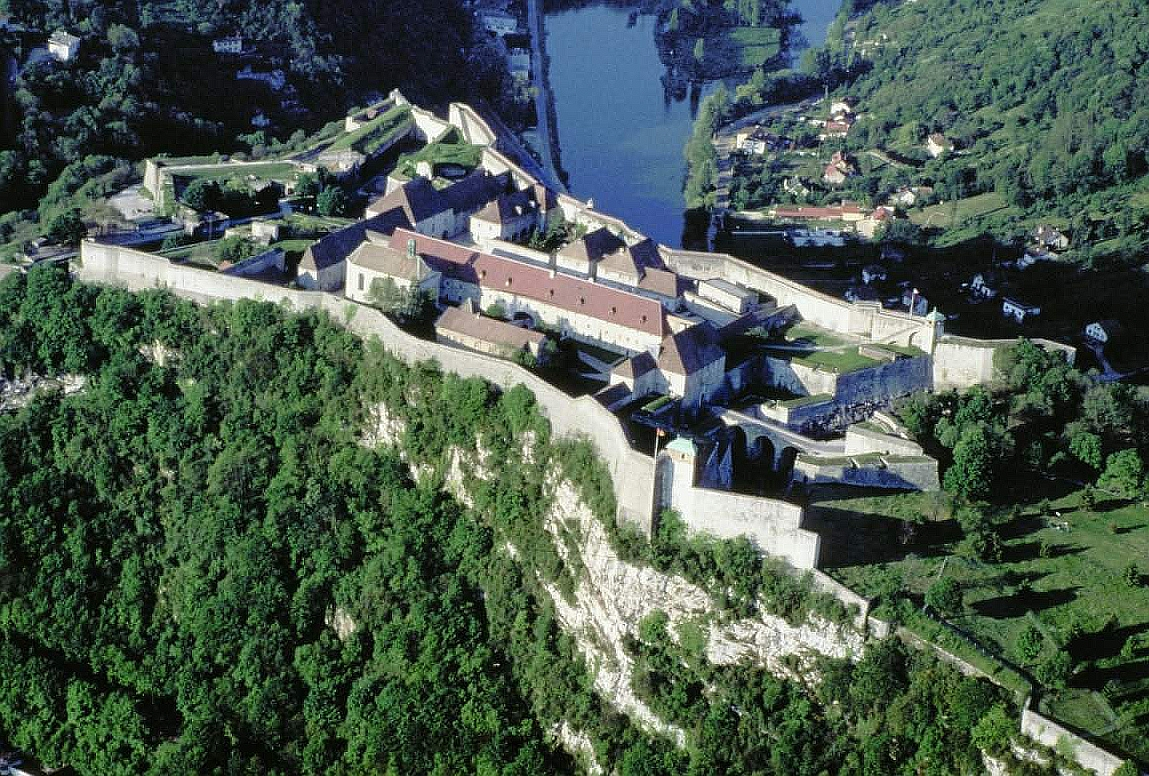
Citadelle de Besançon en Franche-Comté.

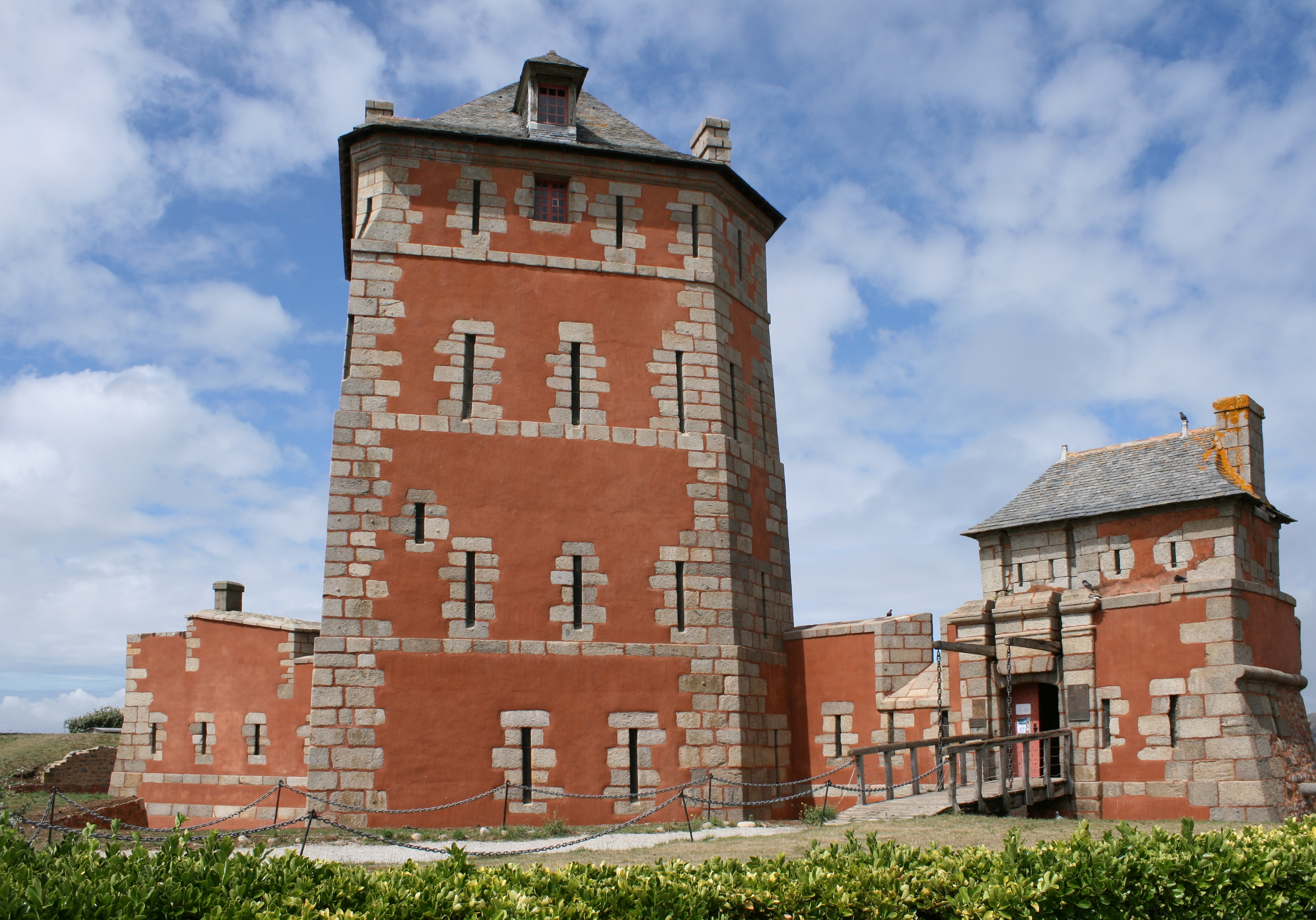
Tour Vauban à Camaret-sur-Mer (presqu'île de Crozon - Finistère) en Bretagne.

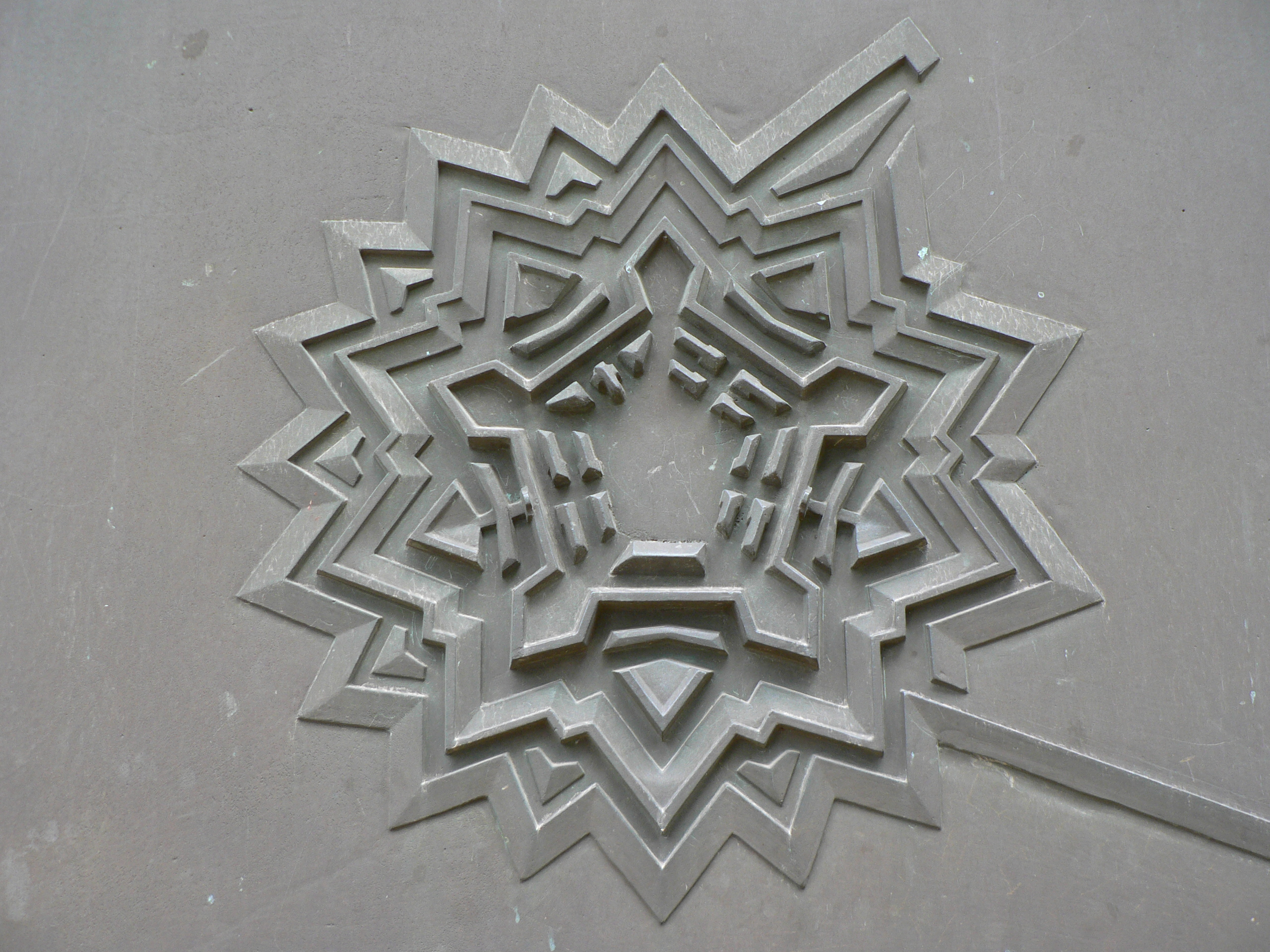
Étoile de Vauban de la citadelle de Lille.

Vauban pousse le roi à révolutionner la doctrine militaire défensive de la France en concentrant les places fortes sur les frontières du Royaume c'est la « ceinture de fer » qui protège le pays : le pré carré du roi.
Fort de son expérience de la poliorcétique, il révolutionne aussi bien la défense des places fortes que leur capture. Il conçoit ou améliore les fortifications de nombreux ports et villes françaises, entre 1667 et 1707, travaux gigantesques permis par la richesse du pays. Il dote la France d'un glacis de places fortes pouvant se soutenir entre elles : pour lui, aucune place n'est imprenable, mais si on lui donne les moyens de résister suffisamment longtemps des secours peuvent prendre l'ennemi à revers et le forcer à lever le siège.
En 1686, Louis XIV, préoccupé par la situation en Angleterre, charge Vauban d'inspecter les côtes normandes. À la suite de ces inspections effectuées entre 1686 et 1699 (dont deux notamment sur le site de la Hougue), Vauban préconise différents ouvrages afin de protéger les côtes normandes, dont la fortification de la Hougue et le projet d'un grand port de guerre dans cette rade : « rade de la Hougue qu'on tient la meilleure de France ».
À l'intérieur du pays, où le danger d'invasion est moindre, les forteresses sont démantelées. Paris perd ses fortifications, d'une part, pour libérer des troupes qui peuvent être affectées aux frontières et d'autre part, pour éviter que des révoltes puissent trouver asile dans l'une d'elles comme cela avait été le cas lors de la Fronde.
Au total, Vauban crée ou élargit plus de 180 forteresses et donne son nom à un type d'architecture militaire : le « système Vauban ». Système qui est largement repris, même hors de France (voir les fortifications de la ville de Cadix).
Il participe à d'autres ouvrages, tels que le canal de Bourbourg. Entre 1667 et 1707, Vauban améliore les fortifications d'environ 300 villes et dirige la création de trente-sept nouveaux ports (dont celui de Dunkerque) et forteresses fortifiés[réf. nécessaire].
Édifié sur un emplacement stratégique, à partir de 1693, Mont-Dauphin est un avant poste chargé de protéger le Royaume des intrusions venues d'Italie : le village-citadelle constitue l'archétype de la place forte et fait entrer les Alpes dans la grande politique de défense de la « nation France ».
Voir :
- liste des fortifications de Vauban ;
- liste des citadelles de Vauban ;
- liste des villes créées par Vauban ;
- liste des forts de Vauban.

Il refuse de créer le fort Boyard, selon lui techniquement inconstructible, que Napoléon Ier tente de recréer lors de son règne à partir de ses plans sans plus de succès néanmoins. Finalement, sous Louis-Philippe Ier agacé par des tensions entretenues avec les Britanniques, le fort Boyard voit le jour, grâce à une technique de construction du socle avec des caissons de chaux.
Il est fait grand croix de l'ordre de Saint-Louis à sa création en 1693, et chevalier de l'ordre du Saint-Esprit en 1705.

### Maquettes et Plans-reliefs

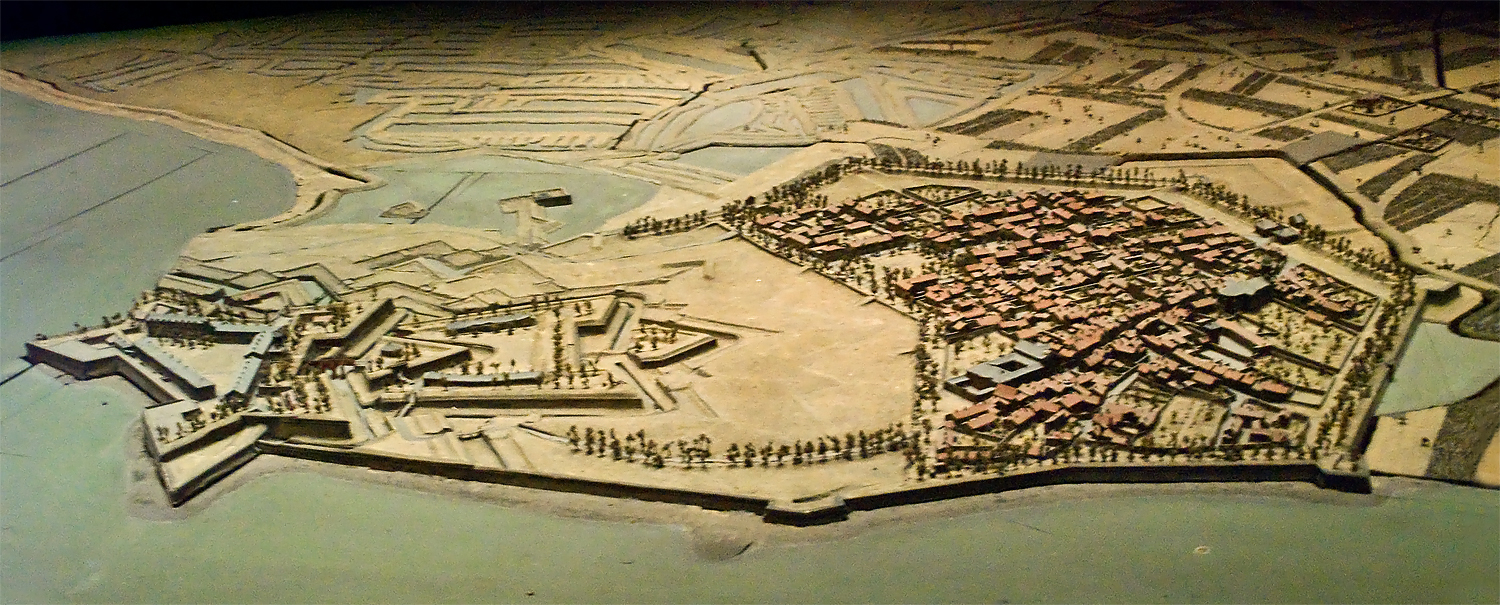
Plan-relief de 1703 de la citadelle du Château-d'Oléron, Paris, musée des Plans-reliefs.

Les plans-reliefs réalisés à partir du règne de Louis XIV sont conservés au musée des Plans-reliefs, au sein de l'hôtel des Invalides à Paris où 28 d'entre eux sont présentés. Une partie de la collection (16), est, après un long débat, présentée au palais des Beaux-Arts de Lille. Vauban est intervenu sur la plupart des places représentées. Les maquettes donnent une excellente vue du travail réalisé.

## Activités civiles: Vauban critique et réformateur
Vauban construit l'aqueduc de Maintenon (tout en s'opposant au grandiose aqueduc « à la romaine » voulu par Louis XIV et Louvois, qu'il jugeait d'un prix beaucoup trop élevé : il militait pour un aqueduc « rampant »). Il s'intéresse à la démographie, concevant des formulaires de recensement, ainsi qu'à la prévision économique.

### Entre l'amour du roi et le bien public
Vauban prend, à partir de la fin des années 1680, une distance de plus en plus critique par rapport au roi guerrier, en fustigeant une politique qui s'éloigne de ses convictions de grandeur et de défense de sa patrie, le tout au nom du bien public.
Ce divorce apparaît dans son Mémoire sur les huguenots il y tire les conséquences, très négatives, de la Révocation de l'édit de Nantes en 1685, et souligne que l'intérêt général est préférable à l'unité du Royaume quand les deux ne sont pas compatibles. D'autant que travaillant sur le canal du Midi en 1685–1686, il a vu les effets des dragonnades sur la population. Dans ce mémoire, Vauban estime le nombre des protestants sortis du Royaume à :

« 80 000 ou 100 000 personnes de toutes conditions, occasionnant la ruine du commerce et des manufactures, et renforçant d'autant les puissances ennemies de la France. »

L'itinéraire de Vauban, une pensée en mobilité constante à l'image de ses déplacements incessants dans le royaume réel, font de lui un penseur critique tout à fait représentatif de la grande mutation des valeurs qui marque la fin du règne de Louis XIV : le passage du « roi État », incarné par Louis XIV, à l'État roi, indépendant de la personne de celui qui l'incarne.
Bernard Le Bouyer de Fontenelle, dans l'éloge funèbre qu'il rédige pour Vauban, l'a très bien exprimé :

« Quoique son emploi ne l'engageât qu'à travailler à la sûreté des frontières, son amour pour le bien public lui faisait porter des vues sur les moyens d'augmenter le bonheur du dedans du royaume. Dans tous ses voyages, il avait une curiosité, dont ceux qui sont en place ne sont communément que trop exempts. Il s'informait avec soin de la valeur des terres, de ce qu'elles rapportaient, de leur nombre, de ce qui faisait leur nourriture ordinaire, de ce que leur pouvait valoir en un jour le travail de leurs mains, détails méprisables et abjects en apparence, et qui appartiennent cependant au grand Art de gouverner […]. Il n'épargnoit aucune dépense pour amasser la quantité infinie d'instructions et de mémoires dont il avoit besoin, et il occupoit sans cesse un grand nombre de secrétaires, de dessinateurs, de calculateurs et de copistes »

— Fontenelle, Éloge de Monsieur le Maréchal de Vauban
.
Et, à la fin de sa vie, on sent Vauban profondément écartelé entre sa fidélité au roi et son amour de la patrie au nom du bien général qui ne lui semble plus devoir être confondu avec celui du roi. Cet écartèlement, il l'exprime dès le 26 avril 1697 dans une lettre au marquis Louis Oger de Cavoye :

« Je suis un peu têtu et opiniâtre quand je crois avoir raison. J'aime réellement et de fait la personne du roi, parce que le devoir m'y oblige, mais incomparablement plus parce que c'est mon bienfaiteur qui a toujours eu de la bonté pour moi, aussi en ai-je une reconnaissance parfaite à qui, ne plaise à Dieu, il ne manquera jamais rien. J'aime ma Patrie à la folie étant persuadé que tout citoyen doit l'aimer et faire tout pour elle, ces deux raisons qui reviennent à la même[réf. nécessaire]. »

Dans une certaine mesure la Dîme royale, publiée en 1707, parce qu'elle dissocie le roi et l'État, peut être lue comme le résultat très concret de la tension et de la contradiction entre l'amour du roi et l'amour de la patrie…

### Les années de misère: l'observateur lucide du royaume réel
Depuis longtemps, en effet, Vauban s'intéressait au sort des plus démunis, attentif à la peine des hommes. Ses déplacements incessants dans les provinces (Anne Blanchard estime la distance parcourue à plus de 180 000 km pour 57 années de service, soit 3 168 km par an !) sont contemporains des années les plus noires du règne de Louis XIV, en particulier la terrible crise des années 1693–1694. Et il a pu observer, comme il l'écrit en 1693, « les vexations et pilleries infinies qui se font sur les peuples ». Sa hantise c'est le mal que font « quantité de mauvais impôts (et notamment) la taille qui est tombée dans une telle corruption que les anges du ciel ne pourraient pas venir à bout de la corriger ni empêcher que les pauvres n'y soient toujours opprimés, sans une assistance particulière de Dieu ».
Vauban voyage à cheval ou dans sa basterne, une chaise de poste qui serait de son invention et suffisamment grande pour pouvoir y travailler avec son secrétaire, portée sur quatre brancards par deux mules, l'une devant, l'autre derrière. Pas de roues, pas de contact avec le sol : les cahots sur les chemins de pierres sont ainsi évités, il peut emprunter les chemins de montagne, et Vauban est ainsi enfermé avec ses papiers et un secrétaire en face de lui. En moyenne, il passe 150 jours par an sur les routes, soit une moyenne de 2 000 à 3 000 km par an (le maximum : 8 000 km de déplacement en une année !).
Il est fortement marqué par cette crise de subsistances des années 1693–1694, qui affecte surtout la France du Nord, provoque peut-être la mort de deux millions de personnes. Elle aiguise la réflexion de l'homme de guerre confronté quotidiennement à la misère, à la mort, à l'excès de la fiscalité royale : « la pauvreté, écrit-il, ayant souvent excité ma compassion, m'a donné lieu d'en rechercher la cause ».

#### L'homme de plume
Pendant ces années terribles (1680-1695) marquées par trois années de disette alimentaire sans précédent au cours des hivers 1692-1694, l'homme de guerre se fait homme de plume :
- Oisivetés ou ramas de plusieurs sujets à ma façon.

C'est Fontenelle, qui révèle dans son éloge de Vauban, l'existence de ce recueil de « mémoires reliés et collationnés en volumes au nombre de douze »… C'est sans doute à partir de la mort de Jean-Baptiste Colbert en 1683, qu'il rédige ce « ramas d'écrits », extraordinaire et prolifique document, souvent décousu, où il consigne, en forme de vingt-neuf mémoires manuscrits (soit 3 850 pages manuscrites en tout) ses observations, ses réflexions, ses projets de réformes, témoignant d'une curiosité insatiable et universelle. Une brève note de Vauban, incluse dans un agenda, daté du 4 mai 1701, éclaire le recueil alors en cours de constitution :

« Faire un deuxième volume en conséquence du premier et y insérer le mémoire des colonies avec la carte et celui de la navigation des rivières avec des figures de far et d'escluses calculées ; y ajouter une pensée sur la réduction des poids et mesures en une seule et unique qui fut d’usage partout le Royaume. »

« La vie errante que je mène depuis quarante ans et plus, écrit-il dans la préface de la Dîme royale, m'ayant donné occasion de voir et visiter plusieurs fois et de plusieurs façons la plus grande partie des provinces de ce royaume, tantôt seul avec mes domestiques, et tantôt en compagnie de quelques ingénieurs, j'ai souvent occasion de donner carrière à mes réflexions, et de remarquer le bon et le mauvais état des pays, d'en examiner l'état et la situation et celui des peuples dont la pauvreté ayant souvent excité ma compassion, m'a donné lieu d'en rechercher les causes. »

Les Oisivetés, publiées pour la première fois en 2007 aux Éditions Champ Vallon, sont détenues par la famille Rosanbo. L'ensemble représente 68 microfilms de papiers et mémoires (en tout 29 mémoires importants, plus de 2 000 pages), auxquels il faut ajouter 47 microfilms de correspondance.
- la Description géographique de l'élection de Vézelay (1696)

Parmi les mémoires, qui sont autant d'exemples des statistiques descriptives, l'ouvrage est le plus abouti : il décrit les revenus, la qualité, les mœurs des habitants, leur pauvreté et richesse, la fertilité du pays et ce que l'on pourrait y faire pour en corriger la stérilité et procurer l'augmentation des peuples et l'accroissement des bestiaux.
- Le Projet de Capitation (1694)

Ce qui domine dans ces écrits, c'est la notion d'utilité publique, au service des plus démunis. Vauban imagine une « réformation » globale, pour répondre au problème de la misère et de la pauvreté. Dès 1694, Vauban présente un Projet de capitation, fruit de multiples réflexions et de débats, notamment avec Pierre Le Pesant de Boisguilbert, (qui publie en 1695 son Détail de la France que Vauban a lu et apprécié). Vauban profite de multiples entretiens « avec un grand nombre de personnes et des officiers royaux de toutes espèces qui suivent le roi ». Le Projet de capitation annonce son futur essai : il y propose un impôt levé, sans aucune exemption, sur tous les revenus visibles (les produits fonciers, les rentes, les appointements…) et condamne la taille, « tombée dans une telle corruption que les anges du ciel ne pourraient venir à bout de la corriger ». Dans ce Projet, il dénonce « l'accablement des peuples, poussé au point où nous le voyons ».
En conséquence, il écrit « la capitation doit être imposée sur toutes les natures de biens qui peuvent produire du revenu, et non sur les différents étages des qualités ni sur le nombre des personnes, parce que la qualité n'est pas ce qui fait l'abondance, non plus que l'égalité des richesses, et que le menu peuple est accablé de tailles, de gabelles, d'aides et de mille autres impôts, et encore plus de la famine qu'ils ont soufferte l'année dernière, qui a achevé de les épuiser ».
L'année suivante, le 18 janvier, le pouvoir royal met effectivement en place une capitation, un impôt auquel, en théorie, tous les sujets, des princes du sang aux travailleurs de terre, sont assujettis, de 20 sous à 2 000 livres, en fonction de leur fortune. Mais contrairement à l'idée de Vauban, cet impôt s'ajoute aux autres, et la plupart des privilégiés, par abonnement ou par rachat, ont tôt fait de s'en faire dispenser.

#### L'homme politique
Bien qu'il soit militaire, Vauban donne son avis dans les affaires de l'État : en 1683, il propose un traité de paix avec l'Allemagne en y posant pour condition « la cession pure et simple de la part de l'empereur des pays nouvellement réunis aux trois évêchés, de toute l'Alsace et notamment de la ville de Strasbourg ». En échange, Louis XIV donnerait les villes de Brisach et de Fribourg. Cette proposition est loin d'être innocente puisque d'après l'intéressé, ces deux places sont plus une charge qu'autre chose pour le royaume de France. Cette proposition lui vaut une remontrance de François Michel Le Tellier de Louvois par un courrier du 24 août 1683 : « […] je vous répondrai en peu de paroles que si vous étiez aussi mauvais ingénieur que politique, vous ne seriez pas si utile que vous êtes au service du roi ».

### 1703–1706: De l'amertume à la transgression
En octobre 1706, Vauban est à Dunkerque, une ville forte qu'il considère comme sa plus belle réussite et qu'il transforme en une « cité imprenable » : un formidable ensemble de forts de défense, de bâtiments, de jetées, de fossés remplis d'eau, et d'un bassin pouvant contenir plus de quarante vaisseaux de haut bord toujours à flot, même à marée basse, grâce à une écluse. Du reste, à propos de « son » Dunkerque, le 16 décembre 1683, il écrit à François Michel Le Tellier de Louvois, en faisant preuve, une fois n’est pas coutume, de peu de modestie :

« Dès l'heure qu'il est, ce port et son entrée me paraissent une des plus belles choses du monde et la plus commode, et si je demeurais six mois à Dunkerque, je ne crois pas que ma curiosité ni mon admiration seraient épuisées quand je les verrais tous les jours une fois. »

Pourquoi est-il à Dunkerque ? Parce que le roi lui confie le commandement de la frontière maritime des Flandres alors sérieusement menacée. Il a l'autorisation de construire un camp retranché à Dunkerque, puis un deuxième entre Dunkerque et Bergues. Mais les fonds nécessaires n'arrivent pas et il s'en plaint au maréchal de Villeroy, qui lui répond le 17 juillet :

« vous êtes le seul à pouvoir obtenir de la cour l'argent et les moyens nécessaires pour terminer les travaux des camps retranchés qui sont bien utiles. »

Vauban écrit à Michel Chamillart, le ministre de la Guerre et des Finances, le 10 août :

« si M. Le Pelletier s'obstine davantage sur ce que je lui demande [il n'envoie pas les fonds], je serai obligé d'en écrire au roi et de le prier de me retirer d'ici. »

Ce qu'il fait à soixante-treize ans : c'est là, à Dunkerque, à « son » Dunkerque, que Vauban demande à être relevé de son commandement : « J'ai hier demandé mon congé, écrit-il de Dunkerque, le 25 octobre 1706, car je ne fais rien ici, et le rhume commence à m'attaquer rudement ». Quelques jours plus tard, il insiste auprès de Chamillard pour être relevé de son commandement :

« quand on sort d'un cinquième ou sixième accès de fièvre tierce qui s'est converti en double tierce, on n'est plus en état de soutenir la gageure. Je vous prie de trouver bon que je vous demande M. d'Artagnan pour me venir relever ici pour l'hiver. »

Il souffre depuis longtemps d'un rhume récurrent, en fait une bronchite chronique, et subit de violents accès de fièvre (et sa présence à Dunkerque, dans les marais des plaines du Nord, n'est pas faite pour le guérir !).
Mais il y a des raisons plus profondes, plus intimes, à cette demande de retrait : Vauban est amer depuis le siège de Brisach, en 1703, le dernier siège dont il a le commandement. Il enseigne au duc de Bourgogne, le petit-fils du roi, les choses de la guerre et lui écrit, — sur ordre de Louis XIV —, un traité De l'attaque et de la défense des places afin de parfaire son éducation militaire qui constitue le huitième tome des Oisivetés.

« La grâce que j'ose vous demander, Monseigneur, est de vouloir bien vous donner la peine de lire ce Traité avec attention, et qu'il vous plaise de le garder pour vous, et de n'en faire part à personne, de peur de quelqu'un n'en prenne des copies qui, pouvant passer chez nos ennemis, y seraient peut-être mieux reçues qu'elles ne méritent. »

 (épître dédicatoire). Ce qui n'empêche pas la circulation de nombreux manuscrits : plus de 200, déplore en 1739 Charles de Mesgrigny, le petit-fils de Vauban…
Mais après ce siège, plus rien ne lui est proposé. Et il s'en inquiète auprès de Chamillart :

« … tout le monde se remue ; il n'y a que moi à qui on ne dit mot. Est-ce que je ne suis plus propre à rien ? Quoique d'un âge fort avancé, je ne me condamne pas encore au repos, et quand il s'agira de rendre un service important au roi, je saurai bien mettre toutes sortes d'égards à part, tant par rapport à moi qu'à la dignité dont il lui a plu m'honorer, persuadé que je suis que tout ce qui tend à servir le roi et l'État est honorable, même jusqu'aux plus petits, à plus forte raison quand on y peut joindre des services essentiels tels que ceux que je puis rendre dans le siège dont il s'agit… Ce qui m'oblige à vous parler de la sorte est qu'il me paraît qu'on se dispose à faire le siège sans moi. Je vous avoue que cela me fait de la peine, mettez y donc ordre. »

Chamillart lui répond qu'il a lu sa lettre à Louis XIV, qui a résolu de faire le siège de Landau. Mais il ajoute dans sa lettre du 6 octobre 1703 : « Elle m'ordonne de vous dire en même temps qu'elle a résolu d'en laisser la conduite entière à M. le maréchal de Tallart… » Opportunément, Vauban est convoqué à Paris, chargé de l'instruction du duc de Bourgogne. Ce qui ne l'empêche pas de rédiger ses préconisations pour le siège en préparation.
L'amertume pour Vauban est alors à son comble. Et il exprime ses craintes dans une autre lettre écrite à Chamillard en 1705. Cette lettre accompagne un mémoire consacré au siège de Turin, car Vauban continue à suivre les opérations militaires, et il n'est pas satisfait de leur déroulement. Aussi multiplie-t-il avis et conseils. Après de nombreux détails techniques, Vauban ajoute ces lignes, des lignes particulièrement émouvantes, dans lesquelles le vieux maréchal continue à offrir ses services :

« Après avoir parlé des affaires du roi par rapport à la lettre de M. Pallavicini et à ce qui est de la portée de mes connaissances, j'ose présumer qu'il me sera permis de parler de moi pour la première fois de ma vie. Je suis présentement dans la soixante-treizième année de mon âge, chargé de cinquante-deux ans de service, et surchargé de cinquante sièges considérables et de près de quarante années de voyages et visites continuelles à l'occasion des places et de la frontière, ce qui m'a attiré beaucoup de peines et de fatigues de l'esprit et du corps, car il n'y a eu ni été ni hiver pour moi. Or, il est impossible que la vie d’un homme qui a soutenu tout cela ne soit fort usée, et c'est ce que je ne sens que trop, notamment depuis que le mauvais rhume qui me tourmente depuis quarante ans s'est accru et devient de jour en jour plus fâcheux par sa continuité ; d'ailleurs, la vue me baisse et l'oreille me devient dure, bien que j'ai la tête aussi bonne que jamais. Je me sens tomber et fort affaibli par rapport à ce que je me suis vu autrefois. C'est ce qui fait que je n'ose plus me proposer pour des affaires difficiles et de durée qui demandent la présence presque continuelle de ceux qui les conduisent. Je n'ai jamais commandé d'armée en chef, ni comme général, ni comme lieutenant général, pas même comme maréchal de camp, et hors quelque commandement particulier, comme ceux d'Ypres, Dunkerque et de la Basse-Bretagne, dont je me suis, Dieu merci, bien tiré, les autres ne valent pas la peine d'être nommés. Tous mes services ont donc roulé sur les sièges et la fortification ; de quoi, grâce au Seigneur, je suis sorti avec beaucoup d'honneurs. Cela étant, comme je le dis au pied de la lettre, il faudrait que je fusse insensé si, aussi voisin de l'état décrépit que je le suis, j'allais encore voler le papillon et rechercher à commander des armées dans des entreprises difficiles et très épineuses, moi qui n'en ai point d'expérience et qui me sens défaillir au point que je ne pourrais pas soutenir le cheval quatre heures de suite ni faire une lieue à pied sans me reposer. Il faut donc se contenter de ce que l'on fait et du moins ne pas entreprendre choses dans l'exécution desquelles les forces et le savoir-faire venant à me manquer pourraient me jeter dans des fautes qui me déshonoreraient ; ce qu'à Dieu ne plaise, plutôt la mort cent fois. Quant à ce qui peut regarder mon ministère touchant la conduite des attaques, je pourrais encore satisfaire bien que mal aux fatigues d'un siège ou deux par campagne, si j'étais servi des choses nécessaires et que l'on eût des troupes comme du passé. Mais quand je pense qu'elles ne sont remplies que de jeunes gens sans expérience et de soldats de recrues presque tous forcés et qui n'ont nulle discipline, je tremble, et je n'ose désirer de me trouver à un siège considérable. D'ailleurs la dignité dont il a plu au Roi de m'honorer m'embarrasse à ne savoir qu'en faire en de telles rencontres. En de telles rencontres, je crains le qu'en-dira-t-on de mes confrères, de sorte que je ne sais point trop quel parti prendre, ni comment me déterminer. Je dois encore ajouter que je me suis défait de tout mon équipage de guerre il y a quatre ou cinq mois, après l’avoir gardé depuis le commencement de cette guerre jusque-là. Après cela, si c'est une nécessité absolue que je marche, je le ferai au préjudice de tout ce qu'on en pourra dire et de tout ce qui en pourra arriver, le roi me tenant lieu de toutes choses après Dieu. J'exécuterai toujours avec joie ce qui lui plaira de m'ordonner, quand je saurais même y devoir perdre la vie, et il peut compter que la très sensible reconnaissance que j'ai de toutes ses bontés ne s'épuisera jamais ; la seule grâce que j'ai à lui demander est de ménager un peu mon honneur. Je suis bien fâché, Monsieur, de vous fatiguer d'une si longue lettre, mais je n'ai pas pu la faire plus courte. Je vous l'aurais été porter moi-même si le rhume que m'accable ne me contraignait à garder la chambre. »

Bientôt, dans les derniers jours de l'année 1706, il rentre à Paris dans son hôtel de la rue Saint-Vincent dans la paroisse Saint-Roch (loué aux neveux de Jacques-Bénigne Bossuet), où il s'est installé à partir de 1702 (dans l'actuelle rue de Rivoli : Une plaque y commémore la présence de Vauban il y a trois siècles. Il y retrouve, semble-t-il, Charlotte de Mesgrigny, sa fille. Il souffre, il tousse, plus que jamais (sa bronchite chronique n'a fait qu'empirer), son vieux corps est miné, mais son esprit a gardé toute sa vivacité.
C'est alors qu'il décide, peut-être incité par l'abbé Vincent Ragot de Beaumont, qui fait fonction de secrétaire, d'imprimer son livre, cette Dîme royale, celui, de tous ses écrits, qu'il estime le plus.

### Qu'est-ce queLa Dîme royale?
En effet, la contribution majeure de Vauban à la réforme des impôts (question lancinante tout au long du XVIIIe siècle jusqu'à la Révolution française de 1789) est la publication en 1707 — malgré son interdiction — de cet ouvrage (publié à compte d'auteur), intitulé :

« Projet d'une dixme royale qui, supprimant la taille, les aydes, les doüanes d'une province à l'autre, les décimes du Clergé, les affaires extraordinaires et tous autres impôts onéreux et non volontaires et diminuant le prix du sel de moitié et plus, produiroit au Roy un revenu certain et suffisant, sans frais, et sans être à charge à l'un de ses sujets plus qu'à l'autre, qui s'augmenteroit considérablement par la meilleure culture des terres. »

Dans cet ouvrage, il met en garde contre de forts impôts qui détournent des activités productives. Vauban propose dans cet essai de remplacer les impôts existants par un impôt unique de dix pour cent sur tous les revenus, sans exemption pour les ordres privilégiés (le roi inclus). Plus exactement, Vauban propose une segmentation en classes fiscales en fonction des revenus, soumises à un impôt progressif de 5 % à 10 %. L'impôt doit servir une politique, les classes fiscales doivent être plus ou moins favorisées à fins d'enrichir la société et par conséquent l’État.
Bien qu'interdit, cet ouvrage bénéficie de nombreuses éditions à travers toute l'Europe — une traduction anglaise paraît dès 1710 — et ce texte alimente les discussions fiscales pendant une grande partie du XVIIIe siècle.
Mais, contrairement à la légende, le projet :
- n'est pas révolutionnaire : Pierre Le Pesant de Boisguilbert avait déjà fait des propositions analogues, dont Vauban s'inspire (ainsi que de son secrétaire, l'abbé Vincent Ragot de Beaumont)[48], et la capitation, impôt très semblable, est établie en 1695, ainsi que l'impôt du dixième, en 1710 ;
- n'est pas ignoré par le pouvoir. Le contrôleur général Chamillart a lu La Dîme royale sans doute à la fin de l'année 1699. De même, en août 1700, le Premier président du Parlement de Paris, Achille III de Harlay. Et enfin et surtout, en 1700 toujours, Vauban présente au roi, en trois audiences successives — qui ont lieu dans la chambre de madame de Maintenon — la première version de sa Dîme royale par écrit et oralement. C'est ce qu'il explique dans sa lettre à Jean-Baptiste Colbert de Torcy :

« J'en ai présenté le système au roi à qui je l'ai lu, en trois soirées de deux heures et demie chacune, avec toute l'attention possible. Sa Majesté, après plusieurs demandes et réponses, y a applaudi. M. de Chamillart, à qui j'en ai donné une copie, l'a lu aussi, de même que le Président du Parlement de Paris (Achille III de Harlay) à qui je l'ai aussi fait voir tout du long. Je ne me suis pas contenté de cela. Je l'ai recommandé au Roi de vive voix et surtout d'en faire faire l'expérience sur quelques-unes des petites élections du royaume, ce que j'ai répété plusieurs fois et fait la même chose à M. de Chamillart. Bref, j'ai cessé d'en parler au roi et à son ministre pour leur en écrire à chacun une belle et longue lettre bien circonstanciée avant que partir pour me rendre ici, où me trouvant éloigné du bruit et plus en repos, j'y ai encore travaillé de sorte qu'à moi, pauvre animal, cela ne me paraît pas présentement trop misérable. »

Et Nicolas-Joseph Foucault, intendant de Caen, note à la date du 6 novembre 1699 : « M. Chamillart m'a envoyé un projet de capitation et de taille réelle, tiré du livre de M. Vauban ». Une expérimentation est tentée en Normandie qui se traduit par un échec : « ce projet, ajoute-t-il, sujet à trop d'inconvénients, n'a pas eu de suite ».
En fait, ce qui déplait, c'est la publication et la divulgation publique en pleine crise militaire et financière. Vauban transgresse un interdit en rendant publics les « mystères de l'État » et, lui dit-on, se mêle d'une matière qui ne le regarde pas… C'est bien ce qu'explique Michel Chamillart, qui cumule les charges de contrôleur général des finances et de secrétaire d’État à la Guerre :

« Si M. le maréchal de Vauban avait voulu écrire sur la fortification et se renfermer dans le caractère dans lequel il avait excellé, il aurait fait plus d'honneur à sa mémoire que le livre intitulé « La Dîme royale » ne fera dans la suite. Ceux qui auront une profonde connaissance de l'état des finances de France et de son gouvernement n'auront pas de peine à persuader que celui qui a écrit est un spéculatif, qui a été entraîné par son zèle à traiter une matière qui lui était inconnue et trop difficile par elle-même pour être rectifiée par un ouvrage tel que celui de M. de Vauban. »

Et il avoue :

« J'ai peine à croire, quelque soin que l'on ait de supprimer les exemplaires et puisque ce livre a passé à Luxembourg et qu'il vient de Hollande, qu'il soit possible d'empêcher qu'il n'ait cours. »

— Lettre au comte de Druy, gouverneur de Luxembourg, 27 août 1707.
Effectivement, en 1708, un éditeur de Bruxelles imprime le livre avec un privilège de la cour des Pays-Bas et en 1710 une traduction paraît en Angleterre. Et en France, un marchand de blés de Chalon-sur-Saône vante en 1708 « une espèce de dîme royale », et un curé du Périgord écrit en 1709 : « On souhaiterait fort que le Roi ordonnât l'exécution du projet de M. le maréchal de Vauban touchant la dîme royale. On trouve ce projet admirable […]. En ce cas, on regarderait ce siècle, tout misérable qu'il est, comme un siècle d'or » (cité par Émile Coornaert dans sa préface à l'édition de La Dixme royale, Paris, 1933, p. XXVIII).
- son échec est plutôt à attribuer à son mode de recouvrement en nature, choix coûteux (il est nécessaire de construire des granges) et désavantageux en temps de guerre (où l'on préfère un impôt perçu en argent) :

« Grosso modo, pour tous ceux qui connaissaient la question en vue d'une application directe, le projet de Vauban n'était pas faisable et mal pensé, au contraire, pour tous ceux qui n'avaient pas à gérer immédiatement la chose fiscale, il fut un slogan au moins, une utopie, une solution, au plus, d'autant plus séduisante qu'elle n'était pas approfondie. »

### Où et commentLa Dîme royalea-t-elle été imprimée?
Peut-être à Rouen (hypothèse Boislisle), peut-être à Lille, peut-être même en Hollande (hypothèse Michel Morineau). Nous sommes donc à la fin de l'année 1706 et au tout début de l'année 1707. Ce que nous savons, c'est qu'une demande de privilège de librairie pour un in-quarto intitulé Projet d’une Dixme royale a été déposée, sans nom d'auteur, auprès des services du chancelier, le 3 février 1707.
Cette demande est restée sans réponse. L'auteur n'est pas cité, mais à la chancellerie, il est connu puisque nous savons que le chancelier lui-même est en possession du manuscrit. Sans réponse de la chancellerie, Vauban décide de poursuivre quand même l’impression. À partir de ce moment et de cette décision, il sait bien qu’il est hors-la-loi : son amour du bien public vient de l'emporter sur le respect de la loi. L'impression achevée, sous forme de feuilles, est livrée en ballots. Mais comment les faire entrer à Paris, entourée, on le sait, de barrières, bien gardées ? L'introduction de ballots suspects aurait immédiatement éveillé l'attention des gardes, et tous les imprimés non revêtus du « privilège » sont saisis. Aussi, Vauban envoie deux hommes de confiance (Picard, son cocher, et Mauric, un de ses valets de chambre), récupérer les quatre ballots enveloppés de serpillières et de paille et cordés, au-delà de l'octroi de la porte Saint-Denis. Chaque ballot contient cent volumes en feuilles.
Les gardiens de la barrière laissent passer, sans le visiter, le carrosse aux armes de Vauban, maréchal de France. À Paris, rue Saint-Jacques, c'est la veuve de Jacques Fétil, maître relieur rue Saint-Jacques, qui broche la Dixme royale, jusqu’à la fin du mois de mars 1707, sous couverture de papier veiné, et relia quelques exemplaires, les uns en maroquin rouge pour d'illustres destinataires, les autres plus simplement en veau, et même en papier marbré (300 sans doute en tout). Ce sont des livres de 204 pages, in-quarto. Vauban en distribue à ses amis et les volumes passent de main en main (les jésuites de Paris en détiennent au moins deux exemplaires dans leur bibliothèque)… À noter qu'aucun exemplaire n'est vendu : aux libraires qui en demandent, Vauban répond « qu'il n’est pas marchand ».
Voici le témoignage de Saint-Simon :

« Le livre de Vauban fit grand bruit, goûté, loué, admiré du public, blâmé et détesté des financiers, abhorré des ministres dont il alluma la colère. Le chevalier de Pontchartrain surtout en fit un vacarme sans garder aucune mesure et Chamillart oublia sa douceur et sa modération. Les magistrats des finances tempêtèrent et l'orage fut porté jusqu'à un tel excès que, si on les avait crus, le maréchal aurait été mis à la Bastille et son livre entre les mains du bourreau. »

Le 14 février 1707, le Conseil, dit « conseil privé du roi » se réunit. Il condamne l'ouvrage, accusé de contenir : « plusieurs choses contraires à l'ordre et à l'usage du royaume ». Et le roi ordonne d'en mettre les exemplaires au pilon et défend aux libraires de le vendre.
Pourtant aucun auteur n'est mentionné. Cette première interdiction n'affecte pas, semble-t-il, Vauban qui, tout au contraire, dans une lettre datée du 3 mars (à son ami Jean de Mesgrigny, gouverneur de la citadelle de Tournai), manifeste sa fierté face au succès de son livre :

« … Le livre de la Dixme royale fait si grand bruit à Paris et à la Cour qu'on a fait défendre la lecture par arrest du Conseil, qui n'a servi qu'à exciter la curiosité de tout le monde, si bien que si j'en avois un millier, il ne m'en resteroit pas un dans 4 jours. Il m'en revient de très grands éloges de toutes parts. Cela fait quez je pourray bien en faire une seconde édition plus correcte et mieux assaisonnée que la première… »

Et nous apprenons en même temps que l'abbé Vincent Ragot de Beaumont (l'homme de l'ombre qui a joué un rôle capital dans la rédaction de la Dixme royale), installé à Paris près de Vauban, prépare cette seconde édition :

« … L'abbé de Beaumont est ici qui se porte à merveille, et je le fais travailler depuis le matin jusqu'au soir. Vous savez que c'est un esprit à qui il faut de l'aliment, et moi, par un principe de charité, je lui en donne tout autant qu'il en peut porter… »

Un second arrêt est donné le 14 mars. Louis II Phélypeaux de Pontchartrain, comte de Ponchartrain (1674–1747), en personne, le chancelier, a lui-même corrigé le texte de l'arrêt, dont l'exécution est cette fois confiée au lieutenant-général de police de Marc René de Voyer de Paulmy d'Argenson (1652-1721), marquis d'Argenson. Et Pontchartrain ajoute en marge de l'arrêt : « le dit livre se débite encore », c'est-à-dire, au sens exact du mot, se vend facilement et publiquement. Au même moment, Vauban continue la distribution de son livre : ainsi, Jérôme de Pontchartrain, le fils du chancelier, et secrétaire d'État à la Marine, accuse réception, le 20 mars, d'un exemplaire qui lui a été adressé le 16 mars.

### Les derniers jours de Vauban
| |  |  |
| À gauche l'emplacement de la maison où mourut Vauban en 1707 et à droite la plaque, posée en 1933, qui rappelle son souvenir. |  |  |

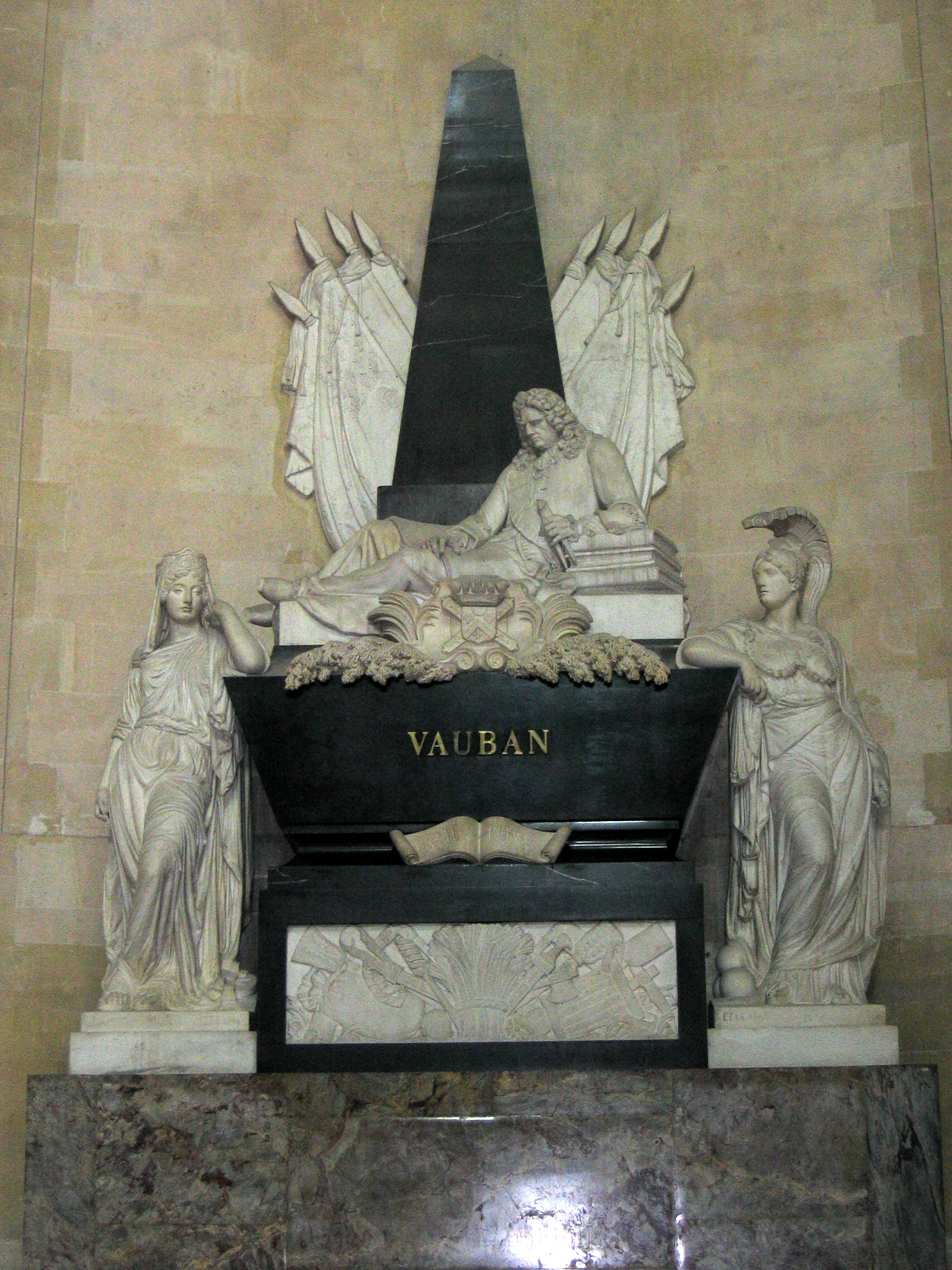
Le Mausolée de Vauban aux Invalides conçu par Antoine Étex en 1847, où est déposé son cœur. Il remplace le monument initial conçu en 1808 par Guillaume Trepsat. Ce tombeau contient plusieurs symboles : le compas pour sa fonction d'ingénieur, ses armories, le cyprès symbole de longévité, un bas relief avec les outils d'artilleurs et les allégories de la Guerre et des Sciences.

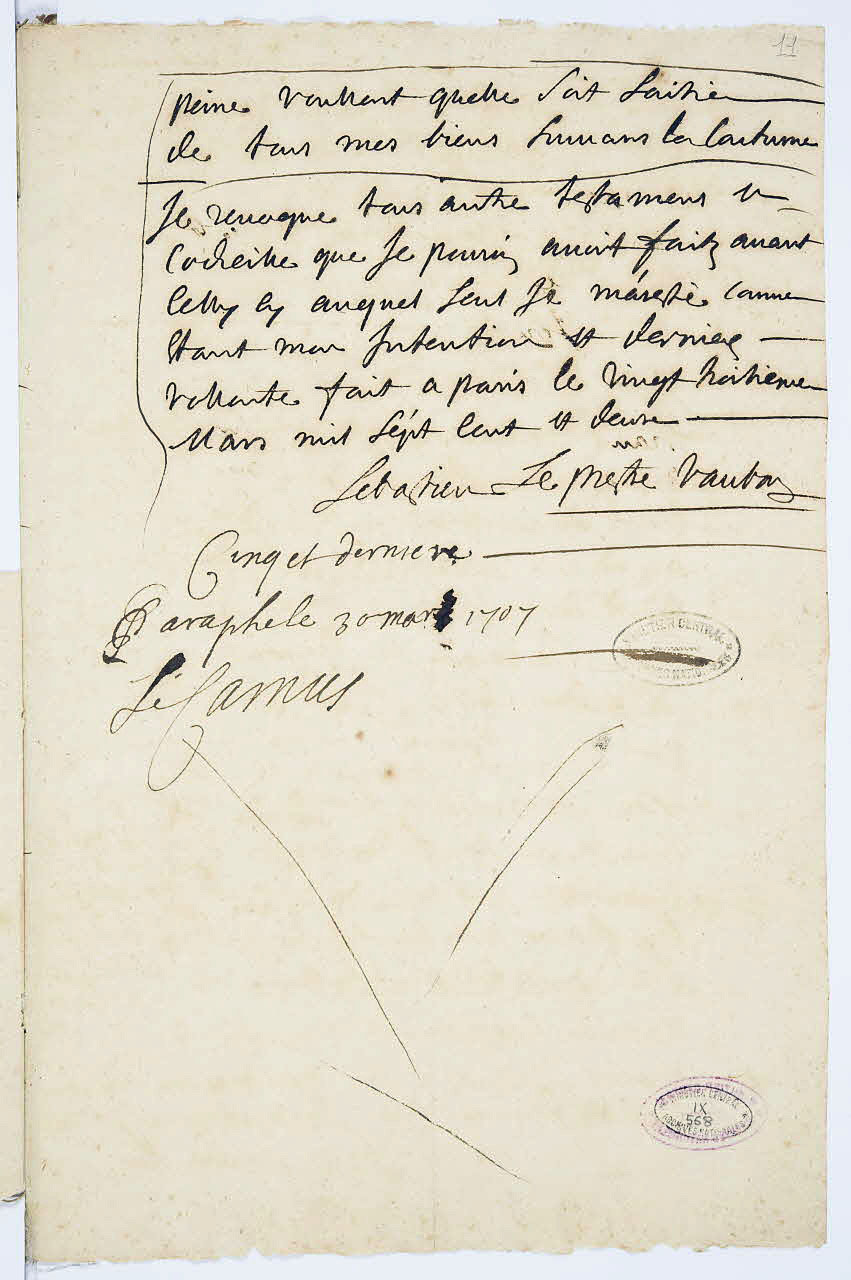
Testament de Sébastien Le Prestre de Vauban, rédigé le 23 mars 1702. Archives nationales de France.

Grâce aux dépositions de son valet de chambre, Jean Colas, de la veuve Fétil, de sa fille et de leur ouvrier Coulon, il est possible de savoir comment se sont passés les derniers jours de Vauban.
Colas, le valet de Vauban, qui fut interné pendant un mois au Châtelet, raconte dans une déposition conservée aux archives la réaction du vieux maréchal, le 24 mars, quand il commence à s'inquiéter : « Toute cette après-dînée, le Maréchal parut fort chagrin de la nouvelle que M. le Chancelier faisait chercher son livre ». Sa réaction fut d'ordonner à son valet « d'aller promptement chez la veuve Fétil retirer les quarante exemplaires restés chez elle ». Toute la journée, il reste assis dans sa chambre, « en bonnet », près du feu. Deux dames lui ont rendu visite ce jour-là (la comtesse de Tavannes et Madame de Fléot, femme du major de la citadelle de Lille) et il a accordé sans doute, à chacune d'elles un exemplaire de sa Dîme. Sur le soir, « la fièvre le prend ». Il se met au lit, et fut « fort mal le vendredi et samedi suivant… »
Le dimanche, la fièvre est légèrement tombée : « ce dimanche matin, explique Colas, il donne ordre de prendre dans son cabinet deux de ses livres et de les porter au sieur abbé de Camps, rue de Grenelle, faubourg Saint-Germain, et de le prier de les examiner, et de lui en dire son sentiment ».
Et le soir même, il en fait aussi porter un aux Petits-pères de la place des Victoires, et « un autre à son confesseur, un frère jacobin qui prêche pendant le cours de cette année au couvent de l'ordre, rue Saint-Honoré, et ne donnant ledit livre [à son valet] le dit sieur maréchal lui dit qu'il priait [ce frère] de le lire et de lui dire si, en le composant, il n'avait rien fait contre sa conscience ».
« Le mercredi 30 mars, dit Colas, sur les neuf heures trois-quarts du matin, le Maréchal mourut… ». Dès l'instant de sa mort, les exemplaires restants sont retirés, par Ragot de Beaumont, qui logeait dans une chambre de l'hôtel Saint-Jean, hôtel mitoyen et dépendant de celui de Vauban. Et dans cette chambre, explique Colas, « on y monte par un escalier qui débouche dans le cabinet du Maréchal ». Vauban meurt dans une maison aujourd'hui détruite qui se situait au 1 rue Saint-Roch actuelle. En 1933, à l'occasion du tricentenaire de la naissance de Vauban, la ville de Paris y fait apposer une plaque commémorative.
C'est Claude-Henri de Rouvroy de Saint-Simon, on le sait, qui a fait naître l'idée que Vauban serait mort de chagrin : « Vauban, réduit au tombeau par l'amertume ». Et surtout, ce passage :

« Le roi reçut très mal le maréchal de Vauban lorsqu'il lui présenta son livre, qui lui était adressé dans tout le contenu de l'ouvrage. On peut juger si les ministres à qui il le présenta lui firent un meilleur accueil. De ce moment, ses services, sa capacité militaire, unique en son genre, ses vertus, l'affection que le roi y avait mise jusqu'à se croire couronné de lauriers en l'élevant, tout disparut à l'instant à ses yeux ; il ne vit plus en lui qu'un insensé pour l'amour du bien public, et qu'un criminel qui attentait à l'autorité de ses ministres, par conséquent à la sienne ; il s'en espliqua de la sorte sans ménagement : L'écho en retentit plus aigrement dans toute la nation offensée qui abusa sans ménagement de sa victoire ; et le malheureux maréchal, porté dans tous les cœurs français, ne put survivre aux bonnes grâces de son maître, pour qui il avait tout fait, et mourut peu de mois après, ne voyant plus personne, consommé de douleur et d'une affliction que rien ne put adoucir, et à laquelle roi fut insensible, jusqu'à ne pas faire semblant de s'apercevoir qu'il eût perdu un serviteur si utile et si illustre. Il n'en fut pas moins célébré par toute l'Europe et par les ennemis mêmes, ni moins regretté en France de tout ce qui n'était pas financier ou suppôt de financier. »

Mais tout cela est une légende : Vauban n'a été ni inquiété ni disgracié et il est bien mort de maladie, d'une pneumonie (fluxion de poitrine), des conséquences de ce « rhume » dont il ne cesse de se plaindre depuis des dizaines d'années dans sa correspondance.
Reste que la Dixme royale est bel et bien une affaire, l'ultime recours d'un homme qui a voulu, par tous les moyens, se faire entendre… Et les mesures de censure n'ont pas réussi à empêcher la diffusion et le succès du livre, comme l'atteste cette lettre de Ponchartrain du 14 juin 1707 à l'intendant de Rouen Lamoignon de Courson :
« Nonobstant les deux arrests du conseil dont je vous envoie copie qui ordonne la suppression du livre de feu le maréchal de Vauban, la Dixme royale, ce même livre n'a pas cessé d'être imprimé à Rouen en deux volumes in-douze. On soupçonne le nommé Jaure de l'avoir fait imprimer, ce particulié ayant esté chassé de Paris pour avoir imprimé plusieurs livres défendus ».
Effectivement, nous savons que les libraires de Rouen ont imprimé le Projet d'une dixme royale de Vauban en 1707, 1708, 1709… Et à partir de Rouen, le livre est diffusé dans toute l'Europe : le 9 septembre 1707, un éditeur néerlandais demande à Antoine Maurry (l'imprimeur de Rouen qui a fabriqué le livre) six Dixme royale de Vauban in-quarto… Et en 1713, Jérôme Phélypeaux de Pontchartrain, secrétaire d'État de la Marine et de la Maison du roi expédiait à Michel Bégon de la Picardière, intendant du Canada, un exemplaire de la Dixme royale en lui recommandant d'étudier avec Vaudreuil, le gouverneur, les possibilités d'appliquer au Canada les principes développés par Vauban.
Et c'est la Régence, avec l'expérience de la polysynodie, qui confirme l'actualité, toujours présente, et réformatrice de Vauban : dans le Nouveau Mercure galant, organe officieux du gouvernement, on peut lire, en octobre 1715 (p. 258) que « S.A.R. (le Régent) travaille tous les jours pendant trois heures à examiner les Mémoires de feu M. le duc de Bourgogne, de même que ceux de M. de Vauban »…

### Sépulture
Vauban est inhumé dans l'église de Bazoches, un petit village du Morvan proche du lieu de sa naissance et dont il avait acheté le château en 1675.
Sa sépulture est une des rares qui n'a pas été profanée pendant la Révolution française et reste accessible aux visiteurs. Cependant son cœur, retrouvé sous l'autel, lors de fouilles entreprises en 1804 est transféré sur décision de Napoléon en 1808 sous le dôme des Invalides où il se trouve encore aujourd'hui. Initialement Napoléon avait aussi fait construire un monument funéraire afin de présenter l'urne contenant le cœur mais celui-ci fut remplacé en 1847 par un cénotaphe.

## Héritage

### Un «bon Français» (LouisXIV)

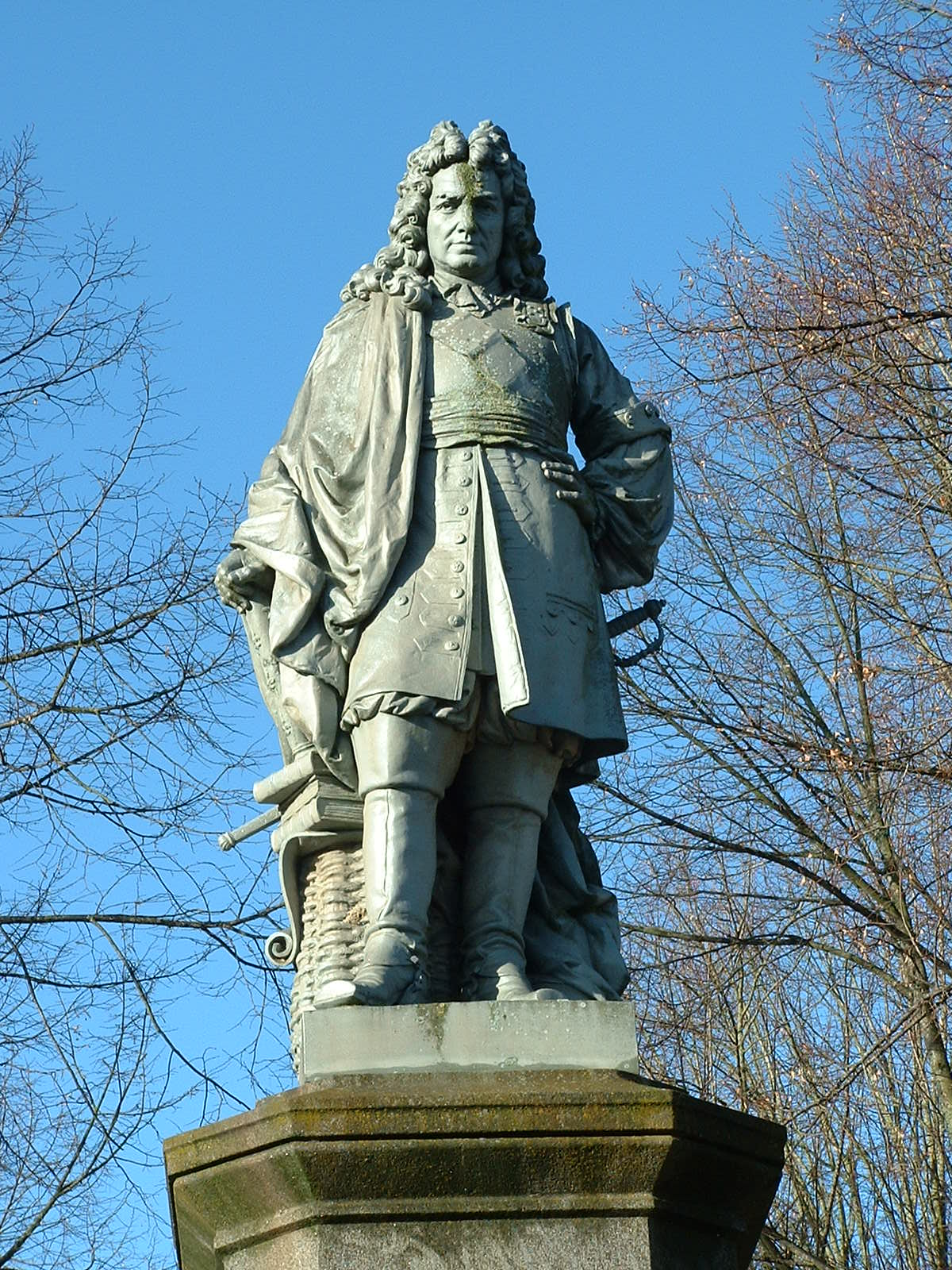
Auguste Bartholdi, détail du Monument à Vauban (1873) à Avallon.

Louis XIV reconnaît en Vauban un « bon Français ». Et à sa mort, contrairement à une légende tenace de disgrâce (légende dont Saint-Simon est en partie responsable), il parle de lui avec beaucoup d'estime et d'amitié et déclare à l'annonce de sa mort : « Je perds un homme fort affectionné à ma personne et à l'État ». Vauban est un homme de caractère, qui paie de sa personne, exigeant dans son travail et très soucieux du respect de ses instructions. Mais c'est aussi un humaniste, qui se passionne pour la justice sociale : on rapporte par exemple qu'il partage ses primes et ses soldes avec les officiers moins fortunés, et prend même parfois sur lui les punitions des soldats sous son commandement lorsqu'il les trouve injustes…
Il mène une vie simple et ses rapports avec son entourage sont très humains, qu'il s'agisse de ses proches ou des gens de sa région natale, où il aimait à revenir lorsqu'il le pouvait (c'est-à-dire rarement). Son père, Urbain le Prestre, l'a éduqué très jeune dans le respect des autres, quelles que soient leurs origines. Ses origines modestes — famille de hobereaux désargentés — ont sans doute contribué à forger l'humanité de son caractère.
On peut dire aussi que Vauban est un noble « malcontent ». Mais au lieu d'emprunter le chemin de la révolte armée comme le font les gentilshommes du premier XVIIe siècle, il utilise la plume et l'imprimé, au nom d'un civisme impérieux, pleinement revendiqué, au service de la « nation France » et de l'État royal qu'il veut servir plus que le roi lui-même. Toute son œuvre de pierre et de papier en témoigne : son action ne vise qu'un but, l'utilité publique, en modelant le paysage, en façonnant le territoire, en transformant l'ordre social.
Vauban, apôtre de la vérité, apparaît, avec quelques autres contemporains (Pierre Le Pesant de Boisguilbert, par exemple, ou l'abbé de Saint-Pierre), comme un citoyen sans doute encore un peu solitaire. Mais au nom d'idées qu'il croit justes, même si elles s'opposent au roi absolu, il contribue à créer un espace nouveau dans le territoire du pouvoir, un espace concurrent de celui monopolisé par les hommes du roi, l'espace public, et à faire naître une force critique appelée à un grand avenir : l'opinion.
Par ses écrits progressistes, Vauban est considéré comme un précurseur des encyclopédistes, des physiocrates et de Montesquieu.

### Bilan de ses fortifications
Selon Napoléon, la frontière de fer édifiée par Vauban a sauvé la France de l'invasion à deux reprises : sous Louis XIV lors de la bataille de Denain, puis sous la Révolution.

### Hommages
Timbres
- Timbre à l'effigie de Vauban, série célébrités , dessin de André Spitz, d'après Rigaud. Graveur : Claude Hertenberger, impression taille-douce France no 1029, catalogue Yvert & Tellier, année d'émission : 13 juin 1955 ;
- Timbre à l'effigie de Vauban et une fortification en arrière-plan valeur 0,54 EUR France no 4031, catalogue Yvert & Tellier, année 2007 ;
- Vignette commémorative sans valeur postale.

Monnaies
- La monnaie de Paris, pour célébrer l'année Vauban, a émis en 2007 quatre monnaies créées par Fabienne Courtiade : une en or 1/4 d'once massif, à valeur faciale de 10 € et à tirage limité à 3 000 exemplaires ; deux en argent 5 onces, en qualités Brillant universel et Belle Épreuve ; une pièce de 20 €.

Musées
- Musée Vauban à Neuf-Brisach (Haut-Rhin).

Statues
- Buste en marbre, sculpté en 1706 par Antoine Coysevox, propriété depuis 1825 de la famille royale britannique, au château de Winsor[57] ;
- Autre buste en marbre exécuté par Pietro Marchetti pour le tombeau du maréchal, aux Invalides, inspiré du précédent[58], aujourd'hui conservé au Musée des Plans-Reliefs[59] ;
- Monument à Vauban, sculpture de Auguste Bartholdi à Avallon en 1873 ;
- Monument à Vauban, sculpture de Anatole Guillot en 1905 à Saint-Léger-Vauban ;
- Statue par Henri Bouchard, place Salvador-Allende (Paris).

#### Toponymie
Communes
- Vauban, commune française de Saône-et-Loire ;
- Saint-Léger-Vauban, commune française de l'Yonne ;

Autres lieux ou bâtiments
- Vauban, quartier de Marseille ;
- Vauban Esquermes, quartier de Lille ;
- quartier Vauban, écoquartier de Fribourg-en-Brisgau en Allemagne ;
- barrage Vauban sur l'Ill à Strasbourg ;
- barrage Vauban à Wolxheim ;
- place Vauban à Arras ;
- place Vauban à Avallon ;
- place Vauban à Cannes ;
- place Vauban à Dunkerque ;
- place Vauban à Maubeuge ;
- place Vauban à Mérignac ;
- place Vauban à Montpellier ;
- place Vauban à Paris ;
- place Vauban à Saint Germain-en-Laye ;
- place Vauban à Saint-Malo ;
- place Vauban à Stenay ;
- avenue Vauban à Angers ;
- avenue Vauban à Briançon ;
- avenue Vauban à Dieppe ;
- avenue Vauban à Livry-Gargan ;
- avenue Vauban à Maisons-Laffitte ;
- avenue Vauban à Sens ;
- avenue Vauban à Sète ;
- avenue Vauban à Thionville ;
- avenue Vauban à Toulon ;
- avenue Vauban à Valenciennes ;
- avenue Vauban à Villepinte ;
- avenue Vauban à Villemomble ;
- boulevard Vauban à Abbeville ;
- boulevard Vauban à Guyancourt ;
- boulevard Vauban à Lille ;
- boulevard Vauban à Marseille ;
- boulevard Vauban à Nouméa ;
- boulevard Vauban à Valence ;
- chemin Vauban à Montargis ;
- rue Vauban à Angoulême ;
- rue Vauban à Arles ;
- rue Vauban au Boulou ;
- rue Vauban à Colmar ;
- rue de la caserne Vauban à Foug;
- rue Vauban à Grenoble ;
- rue Vauban à Lorient ;
- rue Vauban à Lyon ;
- rue Vauban au Mans ;
- rue Vauban à Metz ;
- rue Vauban à Mulhouse ;
- rue Vauban à Nancy ;
- rue Vauban à Nantes ;
- rue Vauban à Québec ;
- rue Vauban à Saint-Jean-de-Luz ;
- rue Vauban à Strasbourg ;
- rue Vauban à Toulouse ;
- rue Vauban à Versailles ;
- impasse Vauban à Blagnac ;
- impasse Vauban à Bourges ;
- impasse Vauban à Carpentras ;
- impasse Vauban à Cherbourg-en-Cotentin ;
- impasse Vauban à Joigny ;
- impasse Vauban à Malakoff ;
- impasse Vauban à Montauban ;
- impasse Vauban à Saint-Vaast-la-Hougue ;
- passage Vauban à Agde ;
- passage Vauban à Grasse ;
- passage Vauban à Mulhouse ;
- allée Vauban à Caluire-et-Cuire ;
- allée Vauban à Châtillon ;
- allée Vauban à Issy-les-Moulineaux ;
- allée Vauban à La Madeleine ;
- allée Vauban à Villeneuve-d’Ascq ;
- quai Vauban à Belfort ;
- quai Vauban à Besançon ;
- quai Vauban à Fécamp ;
- quai Vauban à Gravelines ;
- quai Vauban à Le Havre ;
- quai Vauban à Lille ;
- quai Vauban à Nevers ;
- quai Vauban à Perpignan ;
- quai Vauban à Saint-Vaast-la-Hougue ;
- quai Vauban à Saint-Malo ;
- quai Vauban à Sète ;
- canal Vauban à Belfort ;
- canal Vauban à Ensisheim ;
- canal Vauban à Lille ;
- canal Vauban à Neuf-Brisach ;
- port Vauban à Antibes ;
- Port Vauban à Gravelines ;
- Port Vauban au Havre ;
- port Vauban à Lille ;
- port Vauban à Saint-Malo ;
- caserne Vauban à Antibes ;
- caserne Vauban à Bayonne ;
- caserne Vauban à Belfort ;
- caserne Vauban à Besançon ;
- caserne Vauban à Bouillon ;
- caserne Vauban à Calais ;
- caserne Vauban à Lunel ;
- caserne Vauban à Luxembourg ;
- caserne Vauban à Neuf-Brisach ;
- caserne Vauban à Radolfzell ;
- caserne Vauban à Saint-Étienne ;
- caserne Vauban à Sète ;
- caserne Vauban à Toul ;
- caserne Vauban à Versailles ;
- porte Vauban au Palais ;
- lycée professionnel Vauban à Auxerre ;
- lycée Vauban, lycée scientifique, technologique et professionnel à Brest ;
- lycée Vauban, lycée polyvalent privé à Dunkerque ;
- lycée polyvalent Vauban à Lille ;
- lycée Vauban, lycée et collège français du Luxembourg ;
- lycée professionnel Vauban à Nice ;
- collège Vauban à Belfort ;
- collège climatique Vauban à Briançon ;
- collège et lycée privés Vauban à Pontoise ;
- école maternelle Vauban à Versailles ;
- bibliothèque Vauban de l'université catholique de Lille à Lille ;
- le plus grand amphithéâtre de l'université de Namur (Belgique) porte son nom ;
- bibliothèque universitaire Vauban  à Nîmes ;
- bibliothèque municipale Vauban à Versailles ;
- centre Hospitalier Vauban au Quesnoy ;
- scène Vauban à Gravelines ;
- auditorium Vauban au Lille Grand Palais à Lille ;
- salle Vauban à Saint-Omer ;
- boulevard Vauban à Auxerre.

#### Divers

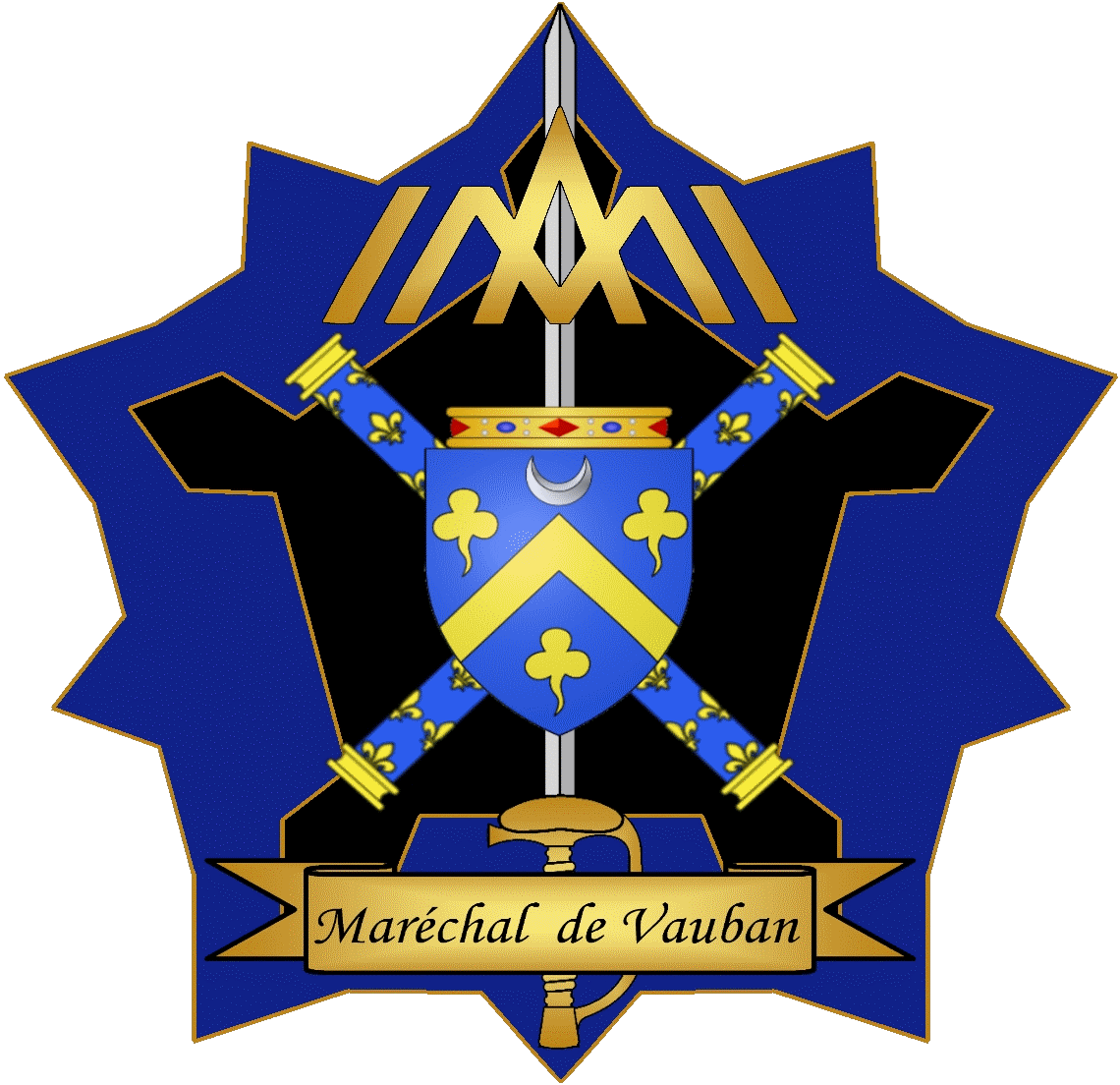
Insigne de la promotion « Maréchal de Vauban » de l'ENSIM.

- Un contre-torpilleur de la Marine nationale française, de la classe Guépard (1931-1942) a porté son nom ;
- le prix Vauban est un prix littéraire français organisé par l'Institut des hautes études de Défense nationale ;
- le Vauban est un cuirassé de la Marine française (1882–1905) ;
- la Maison-musée du Haut-Verdon[60] lui consacre une exposition permanente dans une des salles des tours bastionnées ;
- la Maison Vauban, créée en 1996, elle est la 3e maison à thème du réseau de l'écomusée du Morvan, consacrée au maréchal de Vauban natif du village de Saint-Léger-Vauban ;
- la « barrière Vauban » est un type de barrière mobile utilisée pour mettre rapidement en place un périmètre de non circulation piétonne ;
- la première promotion de l'École Nationale Supérieure des Ingénieurs de l'infrastructure Militaire (ENSIM) a été baptisée en son honneur ;
- la promotion 2017 de l'École des commissaires des armées porte le nom de « Promotion Vauban » ;
- la promotion 2009 de l'École Nationale Supérieure de Techniques Avancées Bretagne (ENSTA Bretagne) porte son nom ;
- Amphithéâtre Vauban; université de Namur.

## Armoiries
| Figure | Blasonnement                                                                                        |
|        | D'azur, au chevron d'or, surmonté d'un croissant d'argent et accompagné de trois trèfles du second. |

## Propriétés
Liste chronologique, non exhaustive :
- Château d'Epiry, provenant de son épouse ;
- Domaine du Creuzet, voisin d'Epiry lui est adjugé le 15 février 1676 par décret du bailliage de Saint-Pierre-le-Moûtier, pour remboursement de la dette de 15 000 livres contractée par le comte de Crux, en 1671, soit 120 arpents de bois, 41 hectares[62], avec la justice à La Collancelle, attenants à Epiry et au Creuset ;
- Château de Bazoches, acquis en 1675 soit 130 hectares de terre et de prés ainsi que 400 hectares de bois, acquis aux enchères par un certain Lemoyne le 17 août 1679 pour le compte de Vauban. Cette vente avait pris quatre ans avant de se faire[63] ;
- Seigneurie de Pierre-Perthuis acquise en 1680 au comte de Vitteaux soit 30 hectares de terre et 12 hectares de vignoble, le fief, le château en ruine ainsi que le moulin de Sæuvres ;
- Seigneurie de Cervon, acquise en 1683 ;
- Château de Vauban à Bazoches, manoir familial qu'il achète 4 700 livres en 1684, auquel son père fut contraint de renoncer en 1632, et qu'il rachète à son cousin Antoine Le Prestre de Vauban endetté, soit 500 hectares de terre et de broussailles avec le château[64] ;
- En 1693, il achète au comte de Nevers : Philippe Mancini (1641–1707), la seigneurie de Neufontaines à l'ouest de Bazoches, comprenant le domaine d'Armance, ainsi que 110 hectares de terre et prés ;
- Le manoir de Champignolles[réf. nécessaire] qui jadis propriété des Le Prestre, était passé par mariage aux Magdelenet, revient dans son patrimoine par son secrétaire Friand le 17 juillet 1704, qui se fait rembourser une dette contractée par le président de l'élection de Vézelay: Jean Magdelenet ;
- Seigneurie de Domecy, acquise en 1690 à Claude La Perrière, représentant 3 fermes et 70 hectares de terres et de prés ;
- La Chaume, achetée en 1690.

En 1693 il possède 1 200 hectares de terres dont quatre cents de bois. Dont plus de la moitié des 91 actes d'affaires agricoles des Le Prestre passés devant maître Ragon, notaire à Bazoches de 1681 à 1705, signés par Jeanne d'Osnay épouse de Vauban qui lui a donné une procuration.

## Écrits de Vauban
- Les Oisivetés de Monsieur de Vauban, ou ramas de plusieurs mémoires de sa façon sur différents sujets, Seyssel, Éditions Champ Vallon, 2007, 1721 p. (ISBN 978-2-87673-471-5, lire en ligne)Édition intégrale établie sous la direction de Michèle Virol, il s'agit de la première édition intégrale des vingt-neuf mémoires laissés à l'état manuscrit par Vauban, chaque mémoire est préfacé et annoté par un historien spécialiste
- Vauban (17..) : Traité de l'attaque et de la deffence des places [Manuscrit] [lire en ligne] ;
- Vauban : Le directeur general des fortifications, 1689 [lire en ligne] ;
- Vauban, Projet d'une dixme royale : qui supprimant la taille, les aydes, les doüanes d'une province à l'autre, les décimes du Clergé, les affaires extraordinaires; & tous autres impôts onéreux & non volontaires : Et diminuant le prix du sel de moitié & plus, produiroit au Roy un revenu certain et suffisant, sans frais, & sans être à charge à l'un de ses sujets plus qu'à l'autre, qui s'augmenteroit considérablement par la meilleure culture des terres, 1707 [lire en ligne].

## Documentation
Les papiers personnels de Sébastien Le Prestre de Vauban sont conservés aux Archives nationales sous la cote 260 AP (dossiers militaires, économiques et politiques) et 261 AP (correspondance). Ils furent remis aux fonds de la famille Le Peletier de Rosanbo et stockés dans le château de Rosanbo. Ils sont uniquement consultables sous forme de microfilms.

## Dans la culture populaire

### À la télévision
- Vauban en héritage, documentaire de Jacques Plaisant, diffusé dans Des racines et des ailes du 28 mars 2018 : Chefs-d'œuvre de bâtisseurs, de Vauban à Louis II de Bavière ;
- L'émission Secrets d'Histoire sur France 3 du 14 septembre 2020, intitulée Vauban, le roi et les forteresses, lui est consacrée[66].

### Dans les jeux-vidéos
- Dans le jeu Warframe, une Warframe centrée autour de l'ingénierie est nommée Vauban. Une de ses capacités se nomme d'ailleurs « Bastille », en référence à la forteresse du même nom[67].

#### Biographies générales ou spécialisées
- Fontenelle, Éloge de M. le maréchal de Vauban, dans Histoire de l'Académie royale des sciences. Année 1707, chez Gabriel Martin, Paris, 1730, p. 165-175 [lire en ligne].
- Daniel Auger, Vauban sa vie son œuvre, Saint-Léger-Vauban, Association « Les Amis de la Maison Vauban », 1998, 101 p. (ISBN 2-904576-20-7).
- Arnaud d'Aunay, Vauban, génie maritime, Paris, Éditions Gallimard, 2007, 93 p. (ISBN 978-2-7424-1912-8).
- Martin Barros, Nicole Salat et Thierry Sarmant, Vauban, l'intelligence du territoire, Paris, Service historique de la défense et Nicolas Chaudun, 2006 (réimpr. 2007) (ISBN 978-2-35039-044-4) (Michel Roucaud : compte-rendu).
- Anne Blanchard, Vauban, Librairie Arthème Fayard, 1996 (ISBN 978-2-213-59684-6).
- Robert Dauvergne, Vauban et la détresse économique dans la région de Vézelay, Clamecy, Impr. générale de la Nièvre, 1954, 7 p.
- Lieutenant-colonel Pierre Lazard, Vauban, Paris, 1934thèse de doctorat.
- Dominique Le Brun, Vauban, l'inventeur de la France moderne, La librairie Vuibert, 2016, 238 p..
- Luc Mary, Vauban, le maître des forteresses, Paris, Éditions de l'Archipel, 2007, 277 p. (ISBN 978-2-84187-919-9, OCLC 122328465).
- Philippe Ménager, Vauban, constructeur de génie, Paris, Christine Bonneton, 2020, 191 p. (ISBN 978-2-8625-3886-0).
- Alain Monod, Vauban ou la mauvaise conscience du roi, Paris, Riveneuve Éditions, coll. « Bibliothèque des idées », 2009, 234 p. (ISBN 978-2-914214-45-2, OCLC 287994971).
- Guillaume Monsaingeon, Les Voyages de Vauban, Marseille, Parenthèses, 2007, 187 p. (ISBN 978-2-86364-179-8)Édition brochée de 190 pages couleurs et photographies.
- Guillaume Monsaingeon, Vauban un militaire très civil, Paris, Éditions Scala, 2007, 335 p. (ISBN 978-2-86656-385-1)150 lettres de Vauban entre 1667 et 1707.
- Michel Parent et Jacques Verroust, Vauban, Jacques Fréal, 1971, 319 p. (OCLC 306446).
- Émilie d'Orgeix, Victoria Sanger et Michèle Virol, Vauban : La pierre et la plume, Paris, Éditions du Patrimoine, Gérard Klopp, 2007, 277 p. (ISBN 978-2-85822-937-6, OCLC 842215387).
- Stéphane Perréon, Vauban : l'arpenteur du pré carré, Paris, Éditions Ellipses, 2017, 528 p.
- Jean Peter, Le journal de Vauban, Economica, Paris, 2007 (Jean-Pierre Kintz, compte-rendu, dans Revue d'Alsace, 2008).
- Bernard Pujo, Vauban, Éditions Albin Michel, 1991, 374 p. (ISBN 978-2-226-05250-6).
- Maurice Sautai, L'œuvre de Vauban à Lille, Paris, R. Chapelot, 1911 (lire en ligne).
- Michèle Virol, Vauban : de la gloire du roi au service de l'État, Seyssel, Éditions Champ Vallon, coll. « Époques », 2003, 432 p. (ISBN 2-87673-376-5, présentation en ligne). Réédition : Michèle Virol, Vauban : de la gloire du roi au service de l'État, Seyssel, Éditions Champ Vallon, coll. « Les classiques de Champ Vallon », 2012, 432 p. (ISBN 978-2-87673-464-7)..
- Michèle Virol, Louis XIV et Vauban : Correspondance et agendas, Champ Vallon, 2017.

#### Articles
- Guy Caire, « Vauban, la Défense et la cohésion de l'économie nationale », Innovations, nos 2/2008 (no 28),‎ 2008, p. 149-175 (DOI 10.3917/inno.028.0149, lire en ligne, consulté le 9 mai 2016).

#### Ouvrages généraux
- A. Allent, Histoire du corps impérial du génie, vol. 1 (seul paru) : Depuis l'origine de la fortification moderne jusqu'à la fin du règne de Louis XIV, Paris, 1805, p. 45-526 Étude sur Vauban.
- Lucien Bély (dir.), Dictionnaire Louis XIV, Paris, Éditions Robert Laffont, coll. « Bouquins », 2015, 1405 p. (ISBN 978-2-221-12482-6).
- Joël Cornette, Le Roi de guerre. Essai sur la souveraineté dans la France du Grand Siècle, Paris, Payot, coll. « Petite bibliothèque, Payot, 2000 », 1993, 488 p. (ISBN 978-2-228-88691-8, OCLC 415882479).
- Luc-Normand Tellier, Face aux Colbert : les Le Tellier, Vauban, Turgot… et l'avènement du libéralisme, Presses de l'Université du Québec, 1987, 816 pages [lire en ligne].
- Guillaume Monsaingeon, Vauban un militaire très civil, Paris, SCALA, 2007, 326 p. (ISBN 978-2-86656-385-1), faire-part de décès page 324.

#### Autres ouvrages
- Guy Thuillier et Arnaud d'Aunay, Vauban (1633–1707), Nevers, Bibliothèque municipale de Nevers et Société académique du Nivernais, 2007.Carnet de dessins d'une exposition de 2007.
- Franck Lechenet, Plein Ciel sur Vauban, Éditions Cadré Plein Ciel, 2007, 239 p. (ISBN 978-2-9528570-1-7)Photographies sur une centaine de sites Vauban en vue aérienne ; textes historiques.
- Jean-Loup Fontana (ill. Jean-Benoît Héron), Vauban : homme de l'art, Grenoble, Glénat, 2021, 143 p. (ISBN 978-2-344-03898-7).
- Arnaud de Sigalas, Guide du château de Bazoches-en-Morvan, rédigé et publié par A. de Sigalas, cahiers de 34 p. s.d.

### Iconographie
Liste non exhaustive :

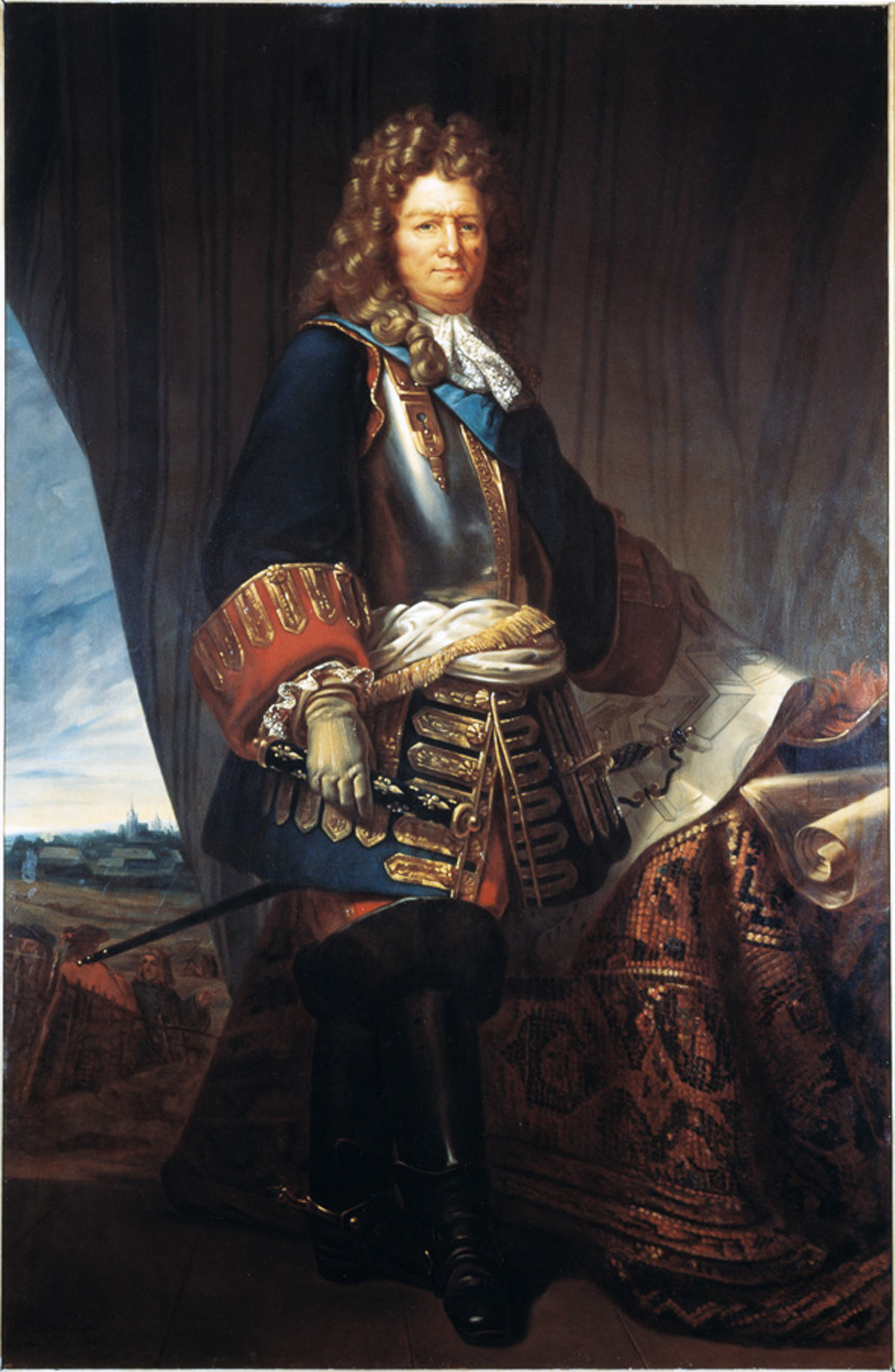
Cette représentation de Vauban a été commandée par la monarchie de Juillet afin d'orner la galerie des maréchaux de France du musée de l'Histoire de France, Huile sur toile de Charles-Philippe Larivière, 1834.

- Angers, École supérieure d'Application du Génie : Louis-Eugène Larivière, Portrait de Vauban, huile sur toile, copie d'après (?) ;
- Aunay-en-Bazois, château d'Aunay :
  - Le Maréchal de Vauban (XIXe siècle), buste en plâtre ;
  - Anonyme, Portrait de Vauban, huile sur toile.
- Avallon, place Vauban : Auguste Bartholdi, Monument à Vauban, inauguré le 9 septembre 1873 ;
- Bazoches, château de Bazoches :
  - Antoine Coysevox, Vauban, buste en terre cuite ;
  - Hyacinthe Rigaud, Portrait de Vauban, huile sur toile ;
  - Anonyme, Portrait de Vauban, huile sur toile ;
- Briançon : Vauban, buste à mi-corps en marbre blanc ;
- Cambrai : Vauban à Cambrai, non signé, non daté, huile sur toile ;
- Dijon, musée des beaux-arts : anonyme, Portrait de Vauban, huile sur toile , copie d'après Hyacinthe Rigaud ;
- Gap : Augustin Lesieux (1877–1964), Vauban, 1937, sculpture en pierre, conseil général des Hautes-Alpes ;
- Paris, département des estampes et de la photographie de la Bibliothèque nationale de France :
  - Portrait de Vauban de trois-quarts, en armure, dans un ovale, gravure éditée chez E. Desrochers ;
  - Nicolas-Gabriel Dupuis (1695–1771), Portrait de Vauban, gravure ;
  - Pierre François Bertonnier, Portrait de Vauban, gravure ;
  - Robert Bonnart (1652–1733), Portrait de Vauban, en pied prenant une prise de tabac, estampe éditée chez N. Bonnart rue Saint-Jacques ;
- Paris, hôtel des Invalides :
  - Antoine Étex, Mausolée de Vauban, 1846–1847.
- Paris, Monnaie de Paris : Michel Petit, Vauban, médaille (41 mm) ;
- Paris, musée du Louvre :
  - Antoine Étex, Vauban, buste en plâtre, esquisse pour le Mausolée de Vauban commandé par le ministère de l'Intérieur le 6 juin 1843 et destiné à l'hôtel des Invalides, érigé en 1852 dans le bras du transept de l'église du Dôme des Invalides (Inv RF.2189.D). Le 22 décembre 1855, la commission refuse sa statue pour la façade des places Napoléon et du Carrousel (Archives nationales de France : F/21/1744, année 1855, F/21/1747, F/21/1753) ;
  - Antoine Coysevox, Vauban, buste en plâtre.
- Paris, place Salvador-Allende : Henri Bouchard, Monument au maréchal Vauban, 1962 ;
- Saint-Léger-Vauban : Anatole Guillot, Monument à Vauban, bronze, inauguré le 10 décembre 1905 par Jean-Baptiste Bienvenu-Martin, ministre de l'Éducation et ces cultes ;
- Valenciennes, musée des beaux-arts : Gustave Crauk , Statuette en pied de Vauban, esquisse pour la statue destinée à la façade du palais du Louvre en 1855–1856 (Archives nationales de France F/21/1751) ;
- Verdun, hôtel Vauban : Lucien Lantier, Portrait du maréchal Vauban, vers 1923, huile sur toile ;
- Versailles, musée de l'Histoire de France :
  - Charles-Antoine Bridan, Statue de Vauban ;
  - Atelier de François de Troy, Portrait de Vauban, huile sur toile.
- Vincennes, bibliothèque du Génie, service historique de la Défense : Charles Le Brun, Portrait de Vauban, pastel.

#### Bases de données et dictionnaires
- Ressources relatives aux beaux-arts :   - AGORHA
  - Bridgeman Art Library
  - British Museum
  - Grove Art Online
  - Nationalmuseum
  - RKDartists
  - Union List of Artist Names
- Ressources relatives à la recherche :   - La France savante
  - Isidore
- Notices dans des dictionnaires ou encyclopédies généralistes :   - Britannica
  - Brockhaus
  - Den Store Danske Encyklopædi
  - Deutsche Biographie
  - Dizionario di Storia
  - Enciclopedia italiana
  - Gran Enciclopèdia Catalana
  - Hrvatska Enciklopedija
  - Larousse
  - Nationalencyklopedin
  - Store norske leksikon
  - Treccani
  - Universalis
- Notices d'autorité :   - VIAF
  - ISNI
  - BnF (données)
  - Archives nationales (France)
  - IdRef
  - LCCN
  - GND
  - Italie
  - CiNii
  - Espagne
  - Belgique
  - Pays-Bas
  - Pologne
  - Israël
  - NUKAT
  - Catalogne
  - Suède
  - Vatican